# História do Equador
A História do Equador compreende um período de cerca de nove mil anos, sendo subdividido em cinco períodos principais: Era pré-colombiana, Conquista Espanhola, Era Colonial, Independência e República. A história do Equador tem início com o estabelecimento de várias civilizações, seguidas pelo crescimento dos Incas, e estes pelos colonizadores espanhóis. Na primeira metade do século XIX, surgiram os ideais de independência da América com relação ao domínio espanhol, influenciado pelos Libertadores Simón Bolívar e José de San Martín.

## Era pré-colombiana
A primeira etapa da história do Equador começa com a chegada dos primeiros povoadores indígenas que desenvolveram ao longo de 10 mil anos impressionantes civilizações donas de tecnologia e sabedoria únicas.

### Povoamento da América (ca. 40.000 – 15.000 a.C.)
Os últimos continentes a serem invadidos por europeus foram a América e a Oceania há 40 mil anos aproximadamente. Em relação com o povoamento de nosso continente, uma das teorias mais conhecidas é aquela que foi proposta inicialmente no ano de 1590 d.C. por José de Acosta e passou a ser aceita em 1930. Tal hipótese tornou-se aceita cientificamente entre os anos de 1928 e 1937 quando foram encontrados, em escavações arqueológicas nas proximidades da cidade de Clovis (Novo México), EUA, artefatos de mesmo tipo dos anteriormente descobertos na região da Beríngia. Atualmente é consenso entre os especialistas que durante a última glaciação a concentração de gelo nos continentes fez descer o nível dos oceanos em pelo menos 120 metros. Esta descida provocou em vários pontos do planeta o aparecimento de diversas conexões terrestres, como por exemplo Australia-Tasmania com Nova Guiné; Filipinas e Indonésia; Japão e Coreia. Um destes lugares foi a Beríngia, nome que recebe a região que divide a Ásia da América, é nesta área que ambos os continentes entraram em contacto. Devido a sua baixa profundidade (entre 30 e 50 metros) a descida do nível do mar colocou a descoberto um amplo território que alcançou 1 500 km, unindo as terras da Sibéria e do Alasca, aproximadamente 40 mil anos atrás.
Outra teoria foi aquela defendida pelo antropólogo francês Paul Rivet em 1943, segundo a qual diversas tribos da Polinésia e da Malásia teriam utilizado canoas primitivas para ir de ilha em ilha rumo a leste, chegado na América do Sul. Não negava a passagem do homem pela Beringia apenas defendia que a chegada do homem na América teria ocorrido por mais de uma rota. Esta passagem teria ocorrido em dois momentos e de dois lugares diferentes. Primeiramente da Austrália 6 mil anos antes de Beríngia e da Melanesia um pouco mais tarde.

### Povoamento dos Andes equatoriais (10 000 - 4000 a.C.)
O primeiro período da história equatoriana se denomina Paleo-Índio. É o mais longo e o menos valorizado. O local mais antigo de povoamento no Equador fica no litoral sul, na atual província de Santa Elena e é conhecido como Las Vegas. As primeiras referências a este lugar as forneceu o arqueólogo americano Edward Lanning, em 1964, que chamou Las Vegas  para uma área na qual ele identificou os restos de uma cultura no início da aparição  da cerâmica. O interesse em investigar esses testemunhos motivaram o dinamarquès Olaf Holm (+) para conduzir um projeto de pesquisa liderada pela antropóloga americana Karen Stothert, que começou seus estudos em 1971, identificando um local em um morro alongado cerca de 150 m de comprimento. O local foi escavado em várias ocasiões, mais recentemente, em 1977. Eram caçadores transhumantes que se estabeleceram na Península de Santa Elena, um território coberto por uma vegetação própria das savanas tropicais e manguezais. Alimentavam-se de frutos do mar, além de carne de veado e frutos selvagens. Em 7000 a.C., estes primeiros povoadores cultivaram a cabaça, sendo a planta mais antiga produzida pelo homem nas Américas, pelo menos dois mil anos antes dos peruanos e mexicanos.

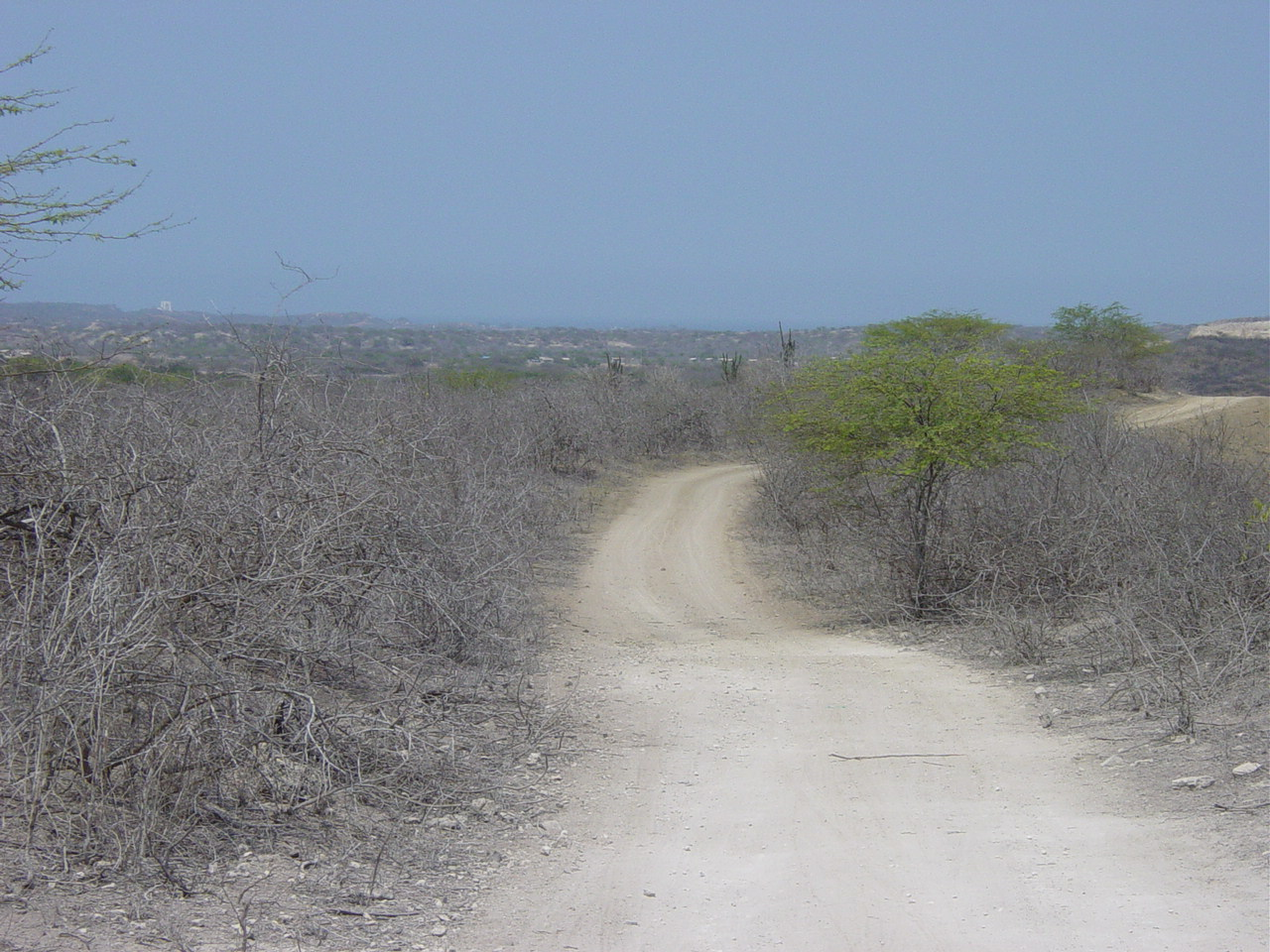
Zona semi-árida da atual província de Santa Elena, local de assentamento da cultura Las Vegas (10 000 a.C.)

Neste local foi achado um cemitério datado em 7000 a.C. aproximadamente considerado o mais antigo e maior da América com cerca de 200 túmulos. um dos enterros mais notáveis reportados em Las Vegas é aquele denominado "amantes de Sumpa". Seu interesse radica em ser um enterro duplo, onde um casal adulto (de uns 20 anos no momento da morte) aparece entrelaçado, A mulher repousa em posição flexionada , com os braços estendidos para o homem que repousa junto com ela. Este cobre a cintura da sua companheira com um braço e a perna dobrada.
Quase mil anos depois do litoral, grupos de caçadores e coletores chegaram nos Andes entre os anos 9000 a.C. e 8000 a.C. Nos arredores da cidade de Quito, no norte da cordilheira, os arqueólogos encontraram os restos de ferramentas feitas de uma pedra de origem vulcânica denominada obsidiana. Tratava-se de facas e pontas de lança usadas para a caça de veados, perus e porquinhos da Índia (cuy em quéchua).
Os homens viviam em grutas ou em construções muito simples, feitas de ramos e palha. Os assentamentos eram temporais e se localizavam em locais que lhes permitisse a caça e a provisão de matérias-primas para as ferramentas.

Na província de Azuay se encontra a Gruta preta de Chobshi, cujos achados incluem pontas de lança e facas de obsidiana, além de restos fósseis de animais caçados pelo homem como porquinho da Índia, peru e coelho. Desde o período Paleo-Índio se sabe da existência e domesticação do cachorro andino, uma espécie de cão sem pêlo que hoje é conhecido como cachorro peruano.

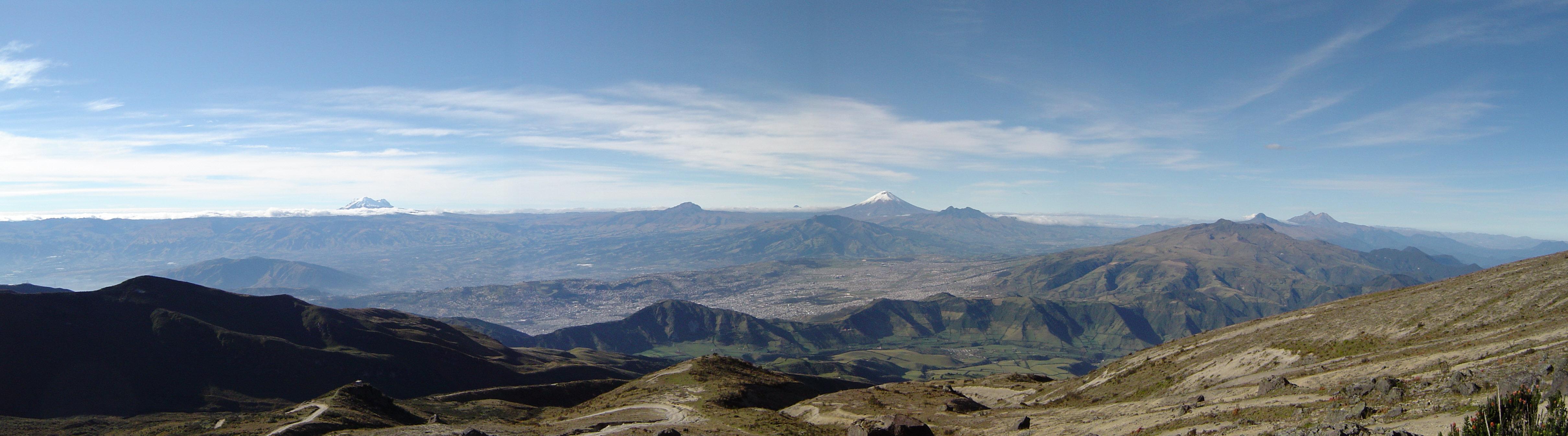
Panorâmica dos Andes. Entre os vulcões Ilaló e Antisana encontraram se as minas de onde os primeiros caçadores coletavam a pedra obsidiana para fazer as suas ferramentas.

A população indígena na Amazônia se formou graças a algumas migrações procedentes da bacia do rio Orinoco, na Venezuela e na Colômbia, e do planalto brasileiro. Entre os primeiros crânios achados pelo arqueólogo francês Paul Rivet em 1906, se estabeleceram semelhanças com o homem de Lagoa Santa, no Brasil.

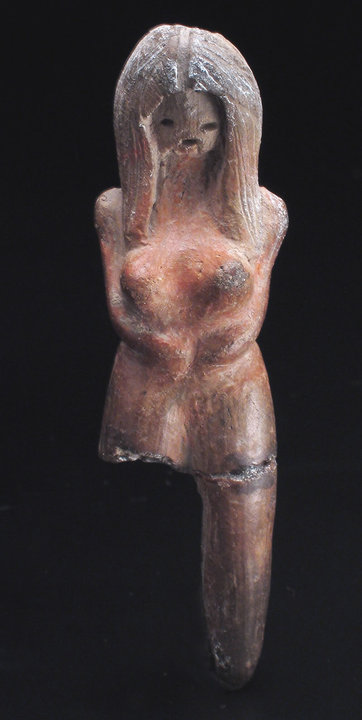
Estatueta feminina de argila da cultura Valdivia (3900 a.C.) no Museu Nacional de Quito.

### A agricultura e a cerâmica (4.000 – 500 a.C.)
No litoral equatorial, principalmente na Península de Santa Elena, os antigos habitantes de Las Vegas evoluíram até se transformar na civilização Valdivia (4000 - 1500 a.C.). Esta cultura foi descoberta pelo arqueólogo guayaquilenho Emilio Estrada em 1956 e foi estudada por vários pesquisadores equatorianos como Jorge Marcos e os americanos Clifford Evans e Betty Meggers. A cerâmica encontrada nos enterros e sítios arqueológicos data de 3800 a.C., considerada a segunda tradição oleira mais antiga das Américas depois de Monsú e Puerto Hormiga na Colômbia.
Os valdivianos tinham uma organização social baseada na vida em comunidade. Por causa dos objetos encontrados, entre os quais aparecem as famosas estátuas de pequeno tamanho com representações femininas, os arqueólogos pensam que a forma de governo devia ser o matriarcado. Na década de 1970 foi descoberto o complexo arqueológico de Real Alto (3500 a.C.). Aqui os valdivianos ergueram uma aldeia de forma rectangular com choças ovaladas localizadas ao redor de uma praça cerimonial feita por baixo do nível do resto do vilarejo. Aos lados da praça foram construídos uns montículos de terra com rampas de acesso para os templos. Na casa denominada ossário, os arqueólogos descobriram um enterro de uma mulher colocada junto a um homem e, por trás, os ossos de oito homens que foram sacrificados em honra dela e da Pachamama (Mãe Terra). Estes indígenas cultivavam milho, feijões, amendoins, pimenta, abóbora e complementavam a dieta com frutos do mar, peixe e carne de veado. Em Real Alto também se encontrou o vestígio mais antigo da cultura do algodão no Equador, utilizada para a produção de tecidos. Da planta do agave, conhecida também como "cabuya",os indígenas extraíram uma fibra vegetal usada até hoje na elaboração de bolsos, sandálias e vestidos.

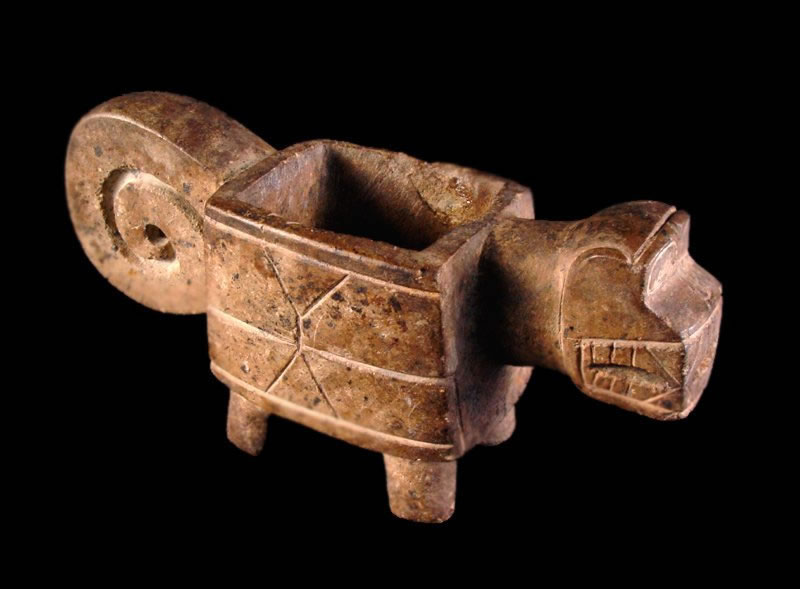
Morteiro cerimonial de Valdivia (3900 a.C.) feito em pedra andesito com forma de um jaguar, animal cultuado nas culturas andinas ao longo de milénios.

Por volta do ano 1500 a.C., o litoral do Equador viu florescer outra civilização chamada Machalilla. Este grupo assentou-se na província de Manabi, no Pacífico central equatoriano. A cerâmica apresenta variações em relação à de Valdivia. Além da cor natural da argila, aparecem linhas de decoração de cor vermelha. São famosas as garrafas com asa em forma de estribo e as representações de mulheres com as cabeças deformadas.
A deformação foi uma prática que começou no período Formativo, mas que se difundiu nos períodos seguintes até a chagada dos espanhóis. A aplicação de tabuinhas de madeira amarradas à cabeça de um bebezinho permitia dirigir o crescimento do crânio no sentido que se desejasse, alongando ou alargando a testa e oferecendo marcadas diferencias sociais entre os membros da comunidade e ao mesmo tempo dava um aspecto característico desde o ponto de vista estético.
A cerâmica apresenta variações em relação à de Valdivia. Além da cor natural da argila, aparecem linhas de decoração de cor vermelha. São famosas as garrafas com asa em forma de estribo e as representações de mulheres com as cabeças deformadas.
Entre os anos 1300 a 500 a.C., no final do período Formativo, aparece a cultura Chorrera. Localiza-se na bacia dos rios Daule e Babahoyo, embora a extensão atingisse as áreas costeiras de Manabí e Esmeraldas. Possivelmente a sua influência chegou a uma parte dos Andes e da bacia amazônica. Segundo pesquisas recentes, Chorrera baseou sua estabilidade material na cultura do milho. Foi um centro de troca de produtos manufaturados e matérias primas com outras regiões.
A cerâmica desta civilização poderia ter sido um objeto de intercâmbio com outros grupos, mostrando através dela toda a sua ideologia e cosmologia. As cerâmicas de Chorrera mostram uma tecnologia com a argila mais avançada. As sofisticadas formas dos recipientes que encontramos expostos no museu pertenceram a contextos rituais, por quanto à qualidade e perfeição são a sua principal característica. Algumas vasilhas são antropomorfas e outras representam peixes, aves, macacos, caracóis, serpentes, além de espécies de plantas como a abóbora e a graviola.
A técnica desenvolvida pelos artesãos de Chorrera incluiu a pintura iridescente, feita com óxido de ferro ou hematita que era usada como pintura aplicada sobre a figura.
Destacam-se as garrafas-apito, as quais têm representações de bichinhos diferentes como morcegos, macacos, patos, corujas e lhamas. Estas garrafas funcionam colocando água no interior. Não se precisa soprar. É só colocar água e movimentá-la. O som é produzido por um apito que se encontro no interior da representação por onde o ar preso passa e sai.

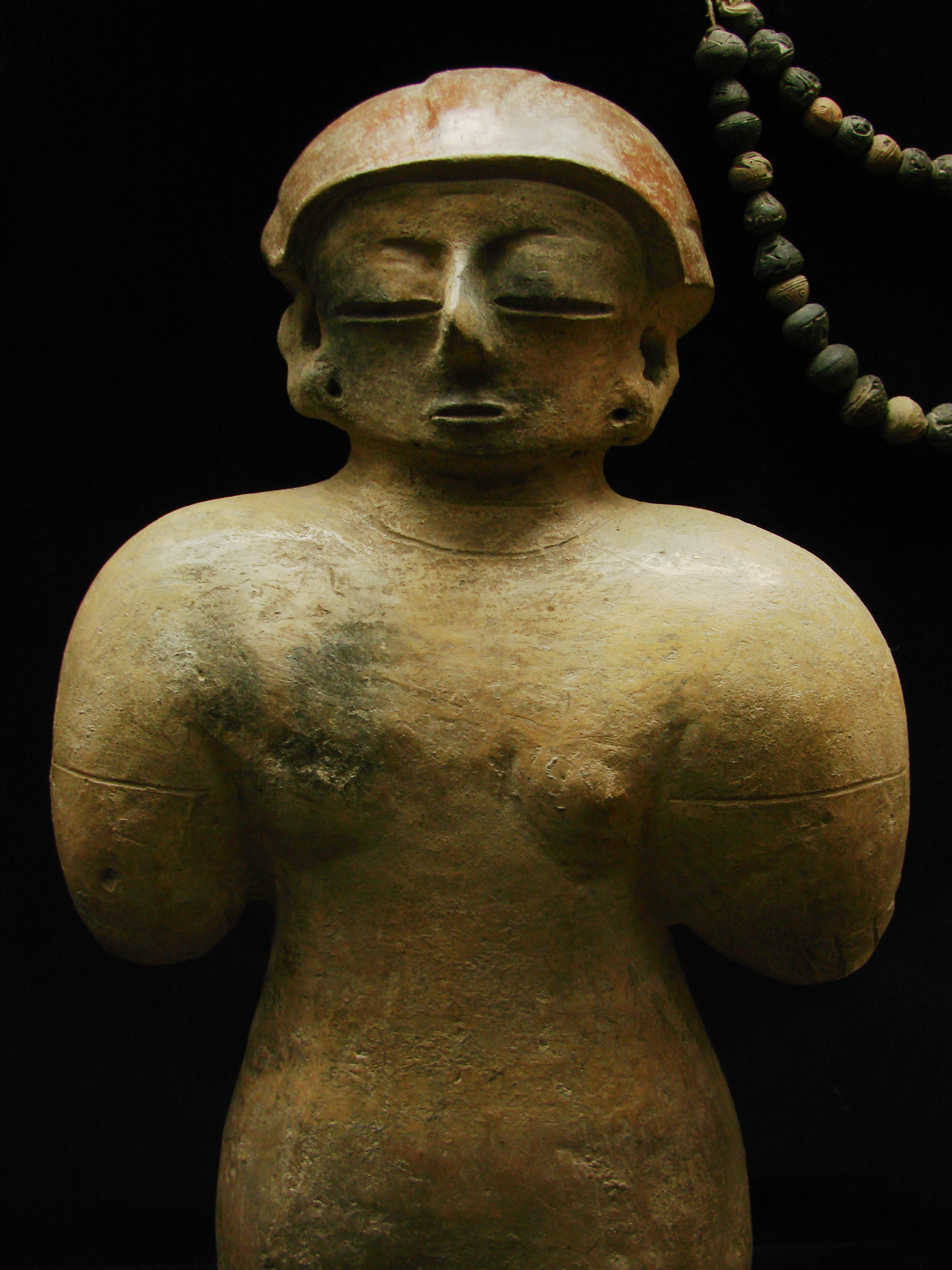
Estatueta de argila chorrera (1000 a.C.)
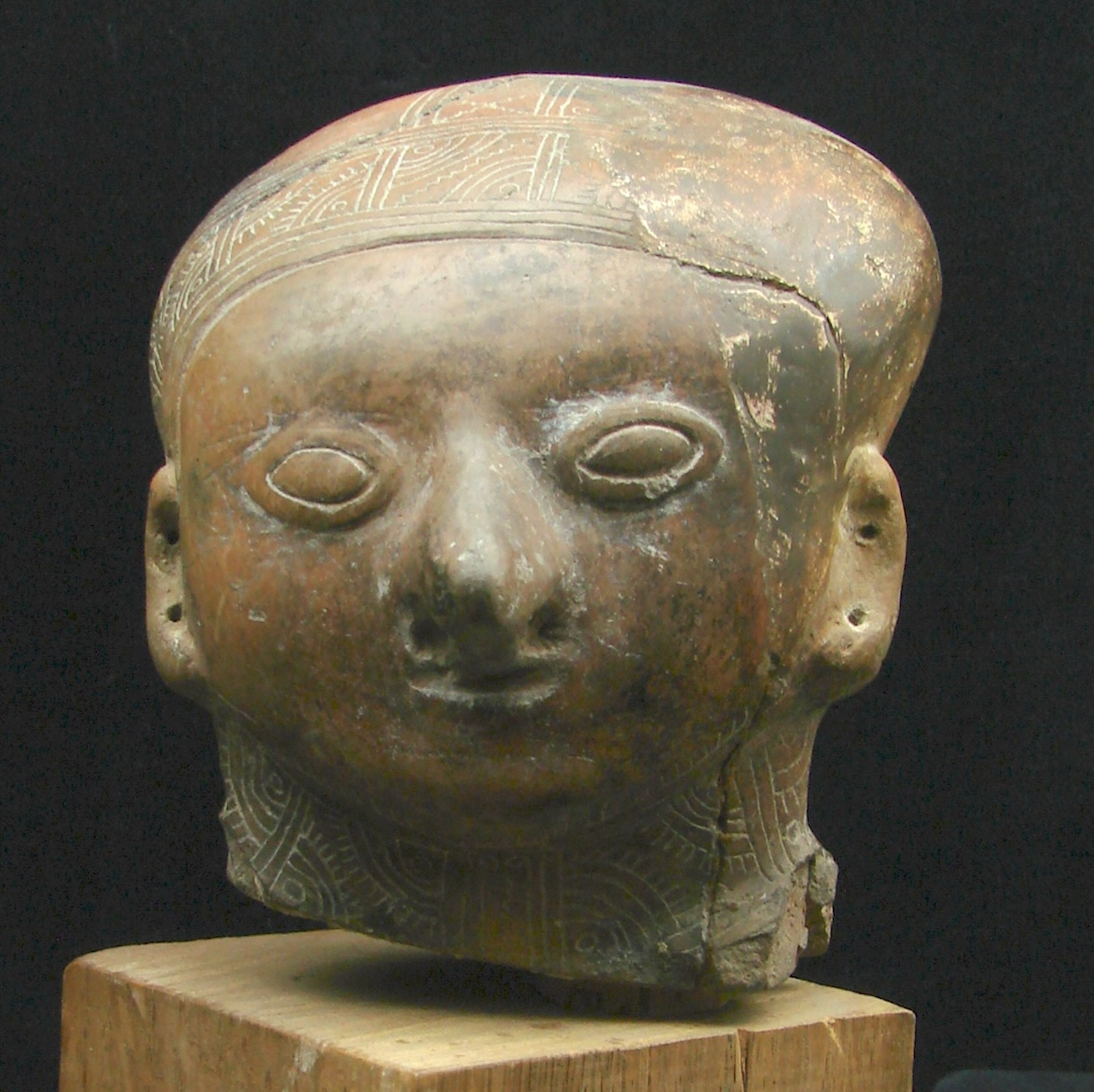
Mulher chorrera que apresenta a deformação do crânio. (1000 a.C.)
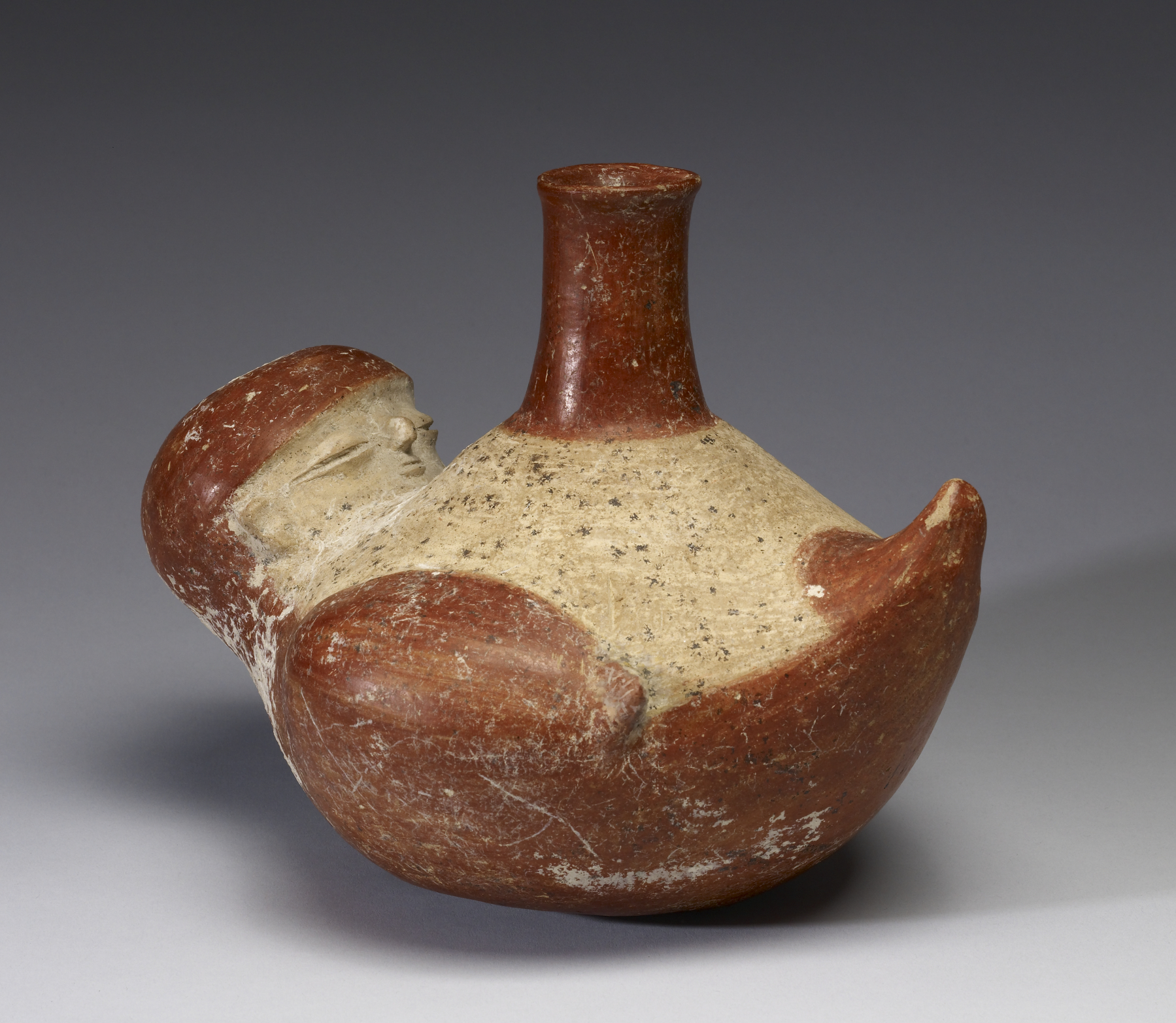
Garrafa-apito da cultura Chorrera (1000 a.C.)

No final do período Formativo tem dois locais estrategicamente importantes, que tiveram uma grande transcendência posterior. Cerro Narrío, na província de Cañar, localizada ao sul dos Andes equatoriais deixou objetos que revelam uma sociedade avançada que mantinha laços comerciais com os povos do litoral com os quais trocava produtos muito variados como a concha Spóndylus. Como prova disso temos as “ucuyayas”, uns amuletos feitos de concha marinha que representam aos seres do inframundo, associados com os espíritos dos mortos e dos ancestrais.
Outra cultura se chamou Cotocollao (1800 a.C.), localizada na região onde atualmente fica a cidade de Quito, que por sua situação geográfica controlava rotas comerciais entre a Costa, os Andes e a Amazônia. Esta área geográfica abrange uma variedade de nichos ecológicos - tanto devido à sua diferente altitude ao respeito das cadeias montanhosas andinas - que incluem desde a floresta úmida subtropical até o piso temperado e úmido (coberto do bosque montano e campinas) e as profundezas cálidas e secas da Serra.  
Os moradores desta civilização foram agricultores com uma vasta experiência na cultura do milho, feijão, quinoa, batata, oca e o tromoço branco. Eles também tiveram acesso a outras plantas como a coca e o algodão. A sua dieta estava baseada nos produtos agrícolas e nas proteínas obtidas da carne de veado, coelho, jaguar, paca, lobo, porquinho da Índia e pombos. Estes grupos do planalto de Quito aproveitaram os recursos naturais que oferecia a natureza. Do vulcão Pichincha desciam 68 ravinas que alimentavam as águas de uma antiga lagoa que existia nesta região. As moradias deste grupo eram de forma retangular e tinham uma extensão de 5 x 8 metros. As paredes tinham pilares cobertos de mato e barro.
Com relação aos mortos tinham dois costumes: no começo faziam túmulos individuais sobre canguahua, um tipo de barro vulcânico, onde se colocava o corpo com as pernas dobradas e com uma oferenda de pedras; depois variaram os tipos de enterros dependendo da importância do morto.

### A folha de coca e a sua função social e espiritual

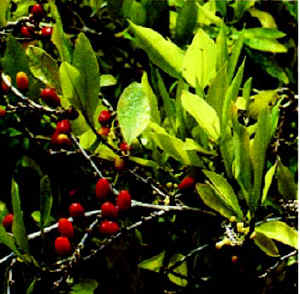
Erytroxylum coca, chamada pelos atuais quéchuas e aymaras de "cocamama" ou mãe coca.

A planta da coca (Erythroxylum coca) é nativa das zonas tropicais e subtropicais da América. Embora não exista mais cultura da coca no Equador, ao longo de milhares de anos foi produzida e considerada sagrada para os povos indígenas. Tem se achado 14 espécies de coca no Equador, duas delas cultivadas: Erythroxylum coca var. coca e Erythroxylum novogranatense var. truxillense. A primeira se produz em condições úmidas e a segunda em climas secos. As primeiras evidências arqueológicas da coca são pequenos recipientes para a cal, elemento necessário para liberar das folhas os apetecidos alcaloides. No Equador existe evidência da cultura de coca desde a civilização Las Vegas (ca. 8000 a.C.) onde os arqueólogos acharam recipientes de concha usados para a preparação da cal.
No entanto, desde a fase tardia de Valvidia (1600 a.C.) aparecem representações cerâmicas dos "cocaleiros", que eram as pessoas que masticavam as folhas de coca. Estas representações continuam nas cerâmicas de Cerro Narrio, Jama-Coaque, Tumaco-La Tolita e Pasto. Notícias dos cronistas espanhóis reafirmam a presença estendida da coca no território do atual Equador. De fato, existiam terraços e plantações de coca desde o vale de Chota/Mira (ao norte) até Loja (ao sul). E na Amazônia, na bacia do rio Quijos era conhecida como “a província da coca”.
A folha de coca representa para os indígenas; a força, a vida, é um alimento espiritual que lhes permite entrar em contato com as suas divindades Apus, Achachilas, Intitaita, Quillamama, Pachamama. Enquanto para os seus inimigos, a coca é a causa de loucura e dependência. Junto com a concha Spóndylus, a coca se converteu em objeto de culto até a chegada dos conquistadores espanhóis.

Durante os séculos coloniais, a coroa espanhola, através de vários editos reais conseguiu acabar com as culturas de coca no atual Equador, sem contar com que o extermínio dos povos originários a causa das doenças introduzidas da Europa contribuiu à sua extinção. 

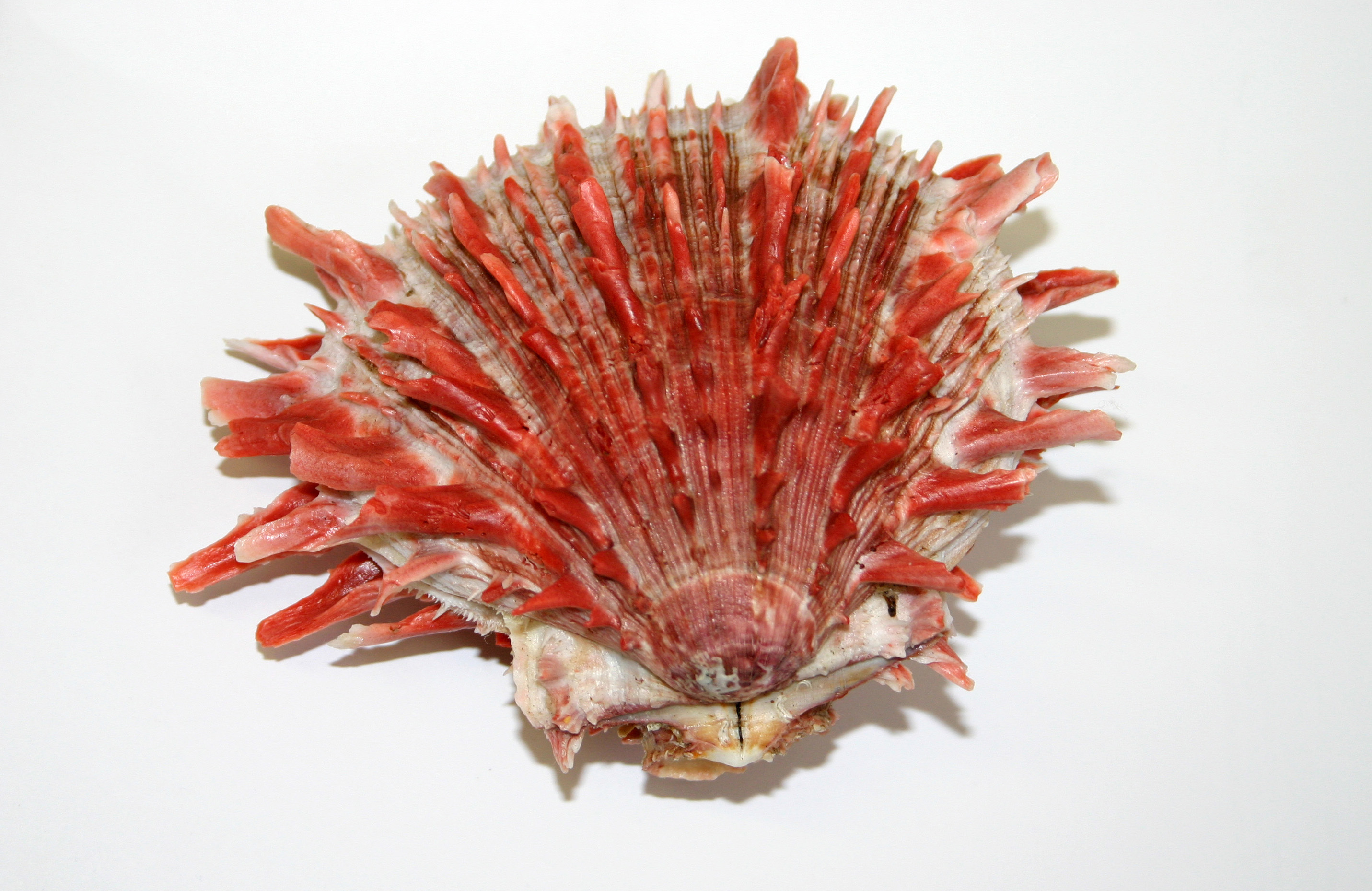
Spondylus princeps, chamada pelos indígenas de mullu era cultuada na América pré-colombiana.

### Comércio da Spóndylus (3800 a.C. – 1526 d.C.)
O comércio foi uma das principais atividades econômicas das antigas civilizações americanas. No caso equatoriano, além de produtos agrícolas como milho, abóbora, feijão, amendoim e pimenta, também se tem outros produtos considerados suntuários como a concha marinha Spóndylus princeps, o sal grosso, a folha de coca e o colorau.
A Spondylus foi um tipo de molusco que se encontra nas águas quentes do oceano Pacífico desde o litoral norte do Peru em Tumbes até a Baixa Califórnia no México. No entanto, as pesquisas revelam que os valdivianos descobriram esta concha há 6 mil anos atrás no litoral central do Equador. Desde então, a Spóndylus adquiriu o status de objeto sagrado por quanto os indígenas consideravam-no como alimentos dos deuses. Segundo os historiadores, a Spondylus não era só cultuada no Equador. Foram encontrados vestígios de adoração também no Peru, norte do Chile, América Central e México. Para a sua obtenção não se podia pegar na praia, porém se precisava navegar até mar aberto o que significa que os antigos habitantes do litoral equatoriano tinham avançados conhecimentos de navegação. Culturas como a Valdivia, Bahia, Jama-Coaque já navegavam, no entanto foi a cultura Manteña que desenvolveu a navegação a grande escala.

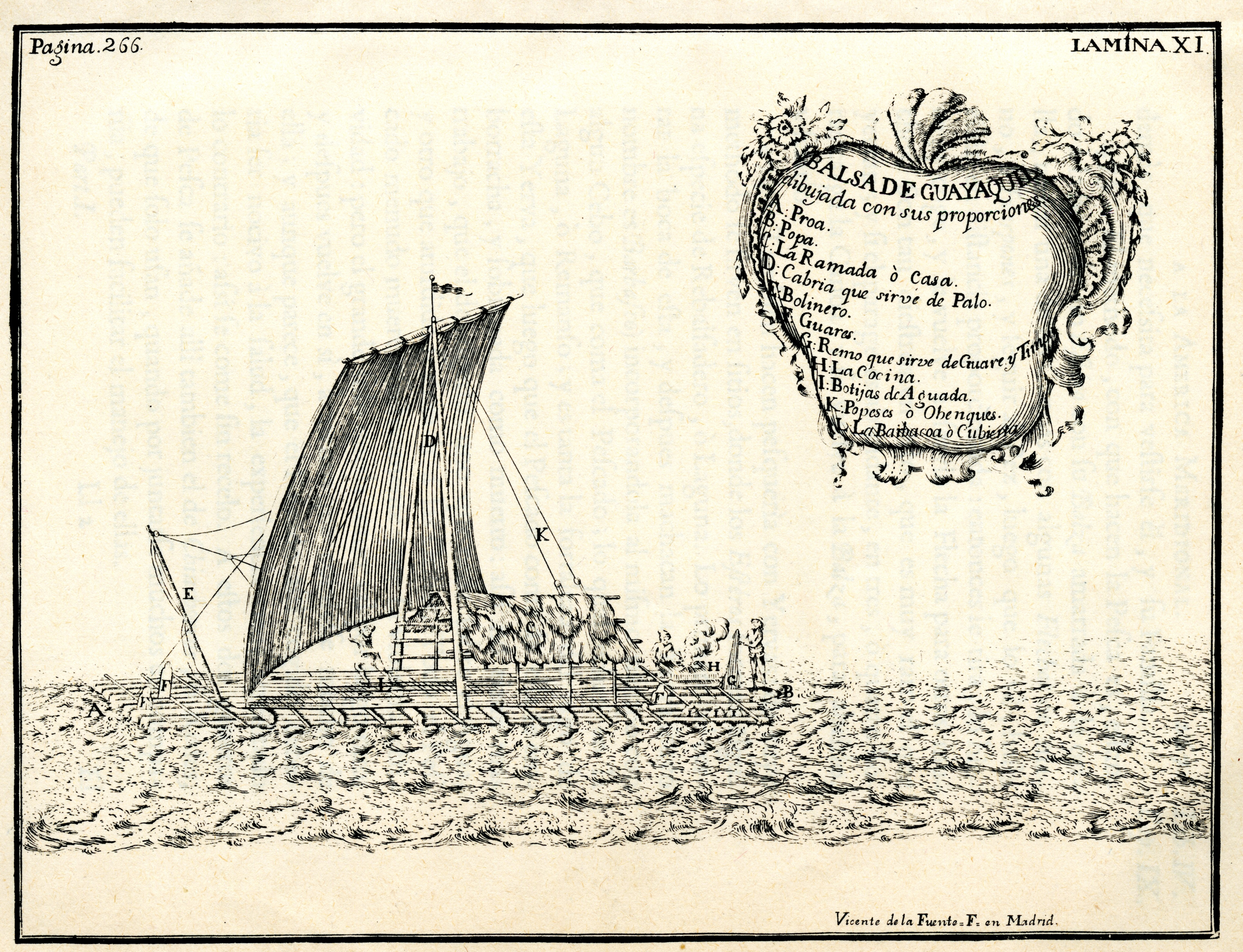
Balsa manteña representada numa gravura colonial.

As técnicas navais continuaram se desenvolvendo e, no ano 500, as condições já eram perfeitas para que os manteños se tornassem os fenícios da América. Eles utilizavam o algodão para fabricar as velas das embarcações, construídas à base do chamado palo de balsa, obtido de uma árvore que só existe no litoral do Equador, a Ochroma logopus. Sua madeira é muito leve, se expande com a água e jamais afunda. As embarcações mediam 6 metros de comprimento por 3 de largura, em média. Numa extremidade ficava uma casinha de bambu coberta por um telhado de folhas, usada para a tripulação descansar. Na outra, eram estocados alimentos e bebidas. Exímios pescadores, os manteños não passavam fome a bordo e agüentavam viajar até 90 dias.
Quando os espanhóis chegaram, o comércio marítimo dos manteños vivia seu apogeu. Suas embarcações estão nos relatos dos primeiros europeus que estiveram na costa americana do Pacífico.
Para conseguir as conchas sagradas, mergulhadores tinham que descer até 30 metros nas profundezas do mar. Um saco de pedras preso ao corpo era usado para que afundassem mais facilmente. Quando achavam uma Spóndylus, arrancavam-na das rochas com ferramentas de metal e eram içados pelos barqueiros por meio de uma corda amarrada à cintura.

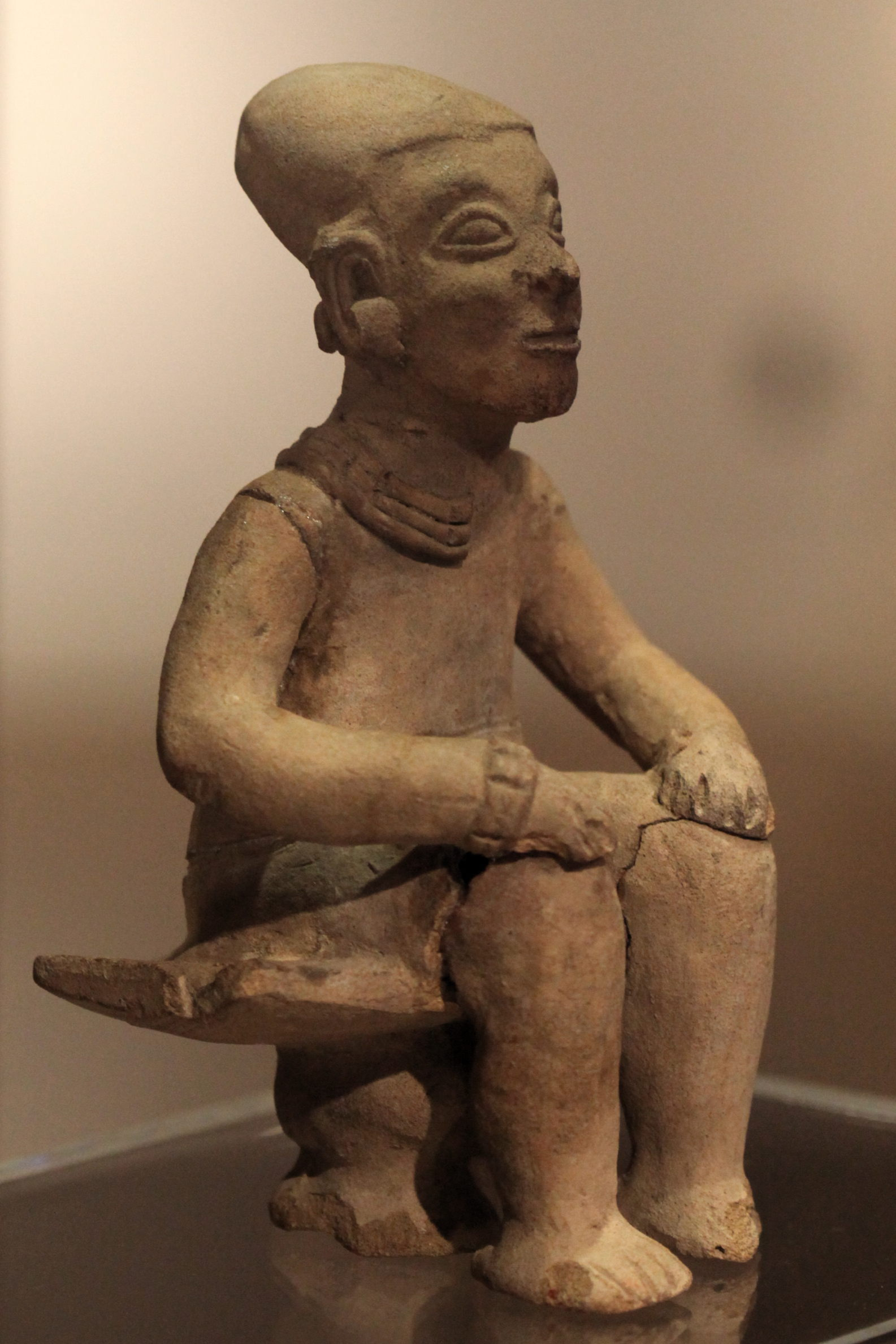
Estatueta de argila representando um xamã da cultura Tumaco-La Tolita (500 a.C.)

### Desenvolvimento Regional (500 a.C. – 500 d.C.)
Se durante o período Formativo as bases da organização social e econômica estiveram bem diferenciadas, durante o período do Desenvolvimento Regional, entre os anos 500 a.C. e 500 d.C., muitos dos grupos costeiros e andinos se desenvolveram e adquiriram comportamentos próprios que os diferenciavam, fato que na maioria dos casos pode se constatar através das suas expressões artísticas. Neste período, as sociedades aldeãs acrescentaram notavelmente a sua população e os aldeamentos começaram se transformar em centros cerimoniais e urbanos, aonde as classes privilegiadas planejavam o espaço no qual desenvolviam as atividades religiosas e civis. Os centros mais importantes foram Bahia, Jama-Coaque, Guangala e Tumaco-La Tolita no litoral do Equador e Panzaleo entre os Andes centrais e a bacia amazônica.
Estes grupos apresentam certas características comuns, entre elas a construção de montículos artificiais de terra que recebiam o nome de “tolas”, junto às quais, os espaços abertos com forma de praças se combinavam em procura de funcionalidade. Os tamanhos e as formas das tolas variavam, coincidindo as maiores com as edificações mais importantes, locais cerimoniais ou moradias dos chefes, também podiam se usar como local de enterro. As construções superiores eram de materiais perecedouros, embora se conheça a sua existência pelas representações que aparecem nos objetos de cerâmica. As moradias dos camponeses chamados de palafitas eram construídas a certa altura do solo, sustentadas por estacas que as protegiam da umidade e dos bichinhos. O acesso às casas era por escadarias enquanto a entrada às grandes construções se fazia por meio de rampas.
No litoral setentrional equatoriano, os aldeamentos de Tumaco-La Tolita, localizada na foz do rio Santiago, e de Atacames, localizado em Esmeraldas, respondem a este tipo de aldeamento com tolas, da mesma forma que Bahia, na baia de Caráquez, e os de Jama-Coaque, ambos na atual província de Manabí.
Dentro deste período destaca-se a complexidade dos cultos e o poder que parecem ostentar os xamãs, conhecidos hoje em língua quéchua como yachak.

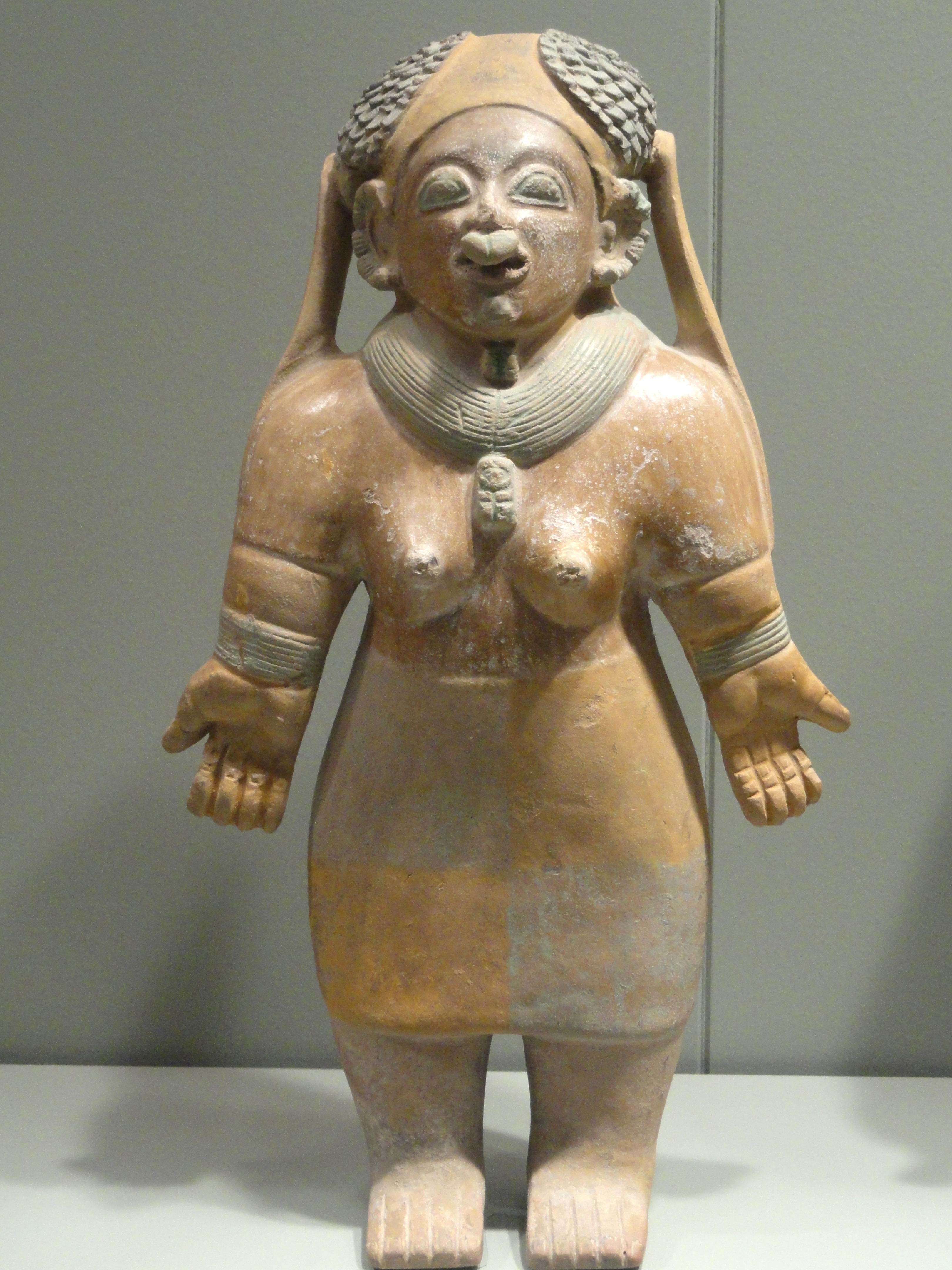
Mulher xamã em posição de oferenda da cultura Jama-Coaque (500 d.C.)

Na cultura La Tolita, houve uma enorme produção de estatuetas cerâmicas, de um tamanho entre 7 e 20 centímetros, e as representações de homens com máscaras, grandes penteados e emblemas de poder foram muito freqüentes. Também são abundantes as representações de seres mitológicos definidos como “dragões” (metade homem, metade animal) quem devido às constantes referências do mundo felino (garras, dentes), adquiriam em ocasiões um aspecto de fera. Em Bahia e em Jama-Coaque, personagens de maior tamanho representam complicados penteados semicirculares rematados em picos ou em dois grandes coques, carregados de elementos simbólicos e enfeitados com orelhas, narigueiras –que perfuravam o lóbulo da orelha e o septo nasal- e barbas postiças e “bezotes”, um enfeite que se colocavam debaixo do lábio.
O modelado e a aplicação destes objetos é muito realista e permite um conhecimento bastante detalhado, assim como o da hierarquia que simbolizava a sua utilização.
Todo este mundo de crenças e cerimônias exigia um grande número de produtos manufaturados.
Este período se caracteriza pela produção de objetos com metais preciosos como ouro, prata, cobre e platina. Algumas das técnicas conhecidas pelos ourives Tolita foram compartilhados com a área colombiana como martelado em frio, repoussé e a cera perdida.
Não é de esquecer que as atuais fronteiras entre os estados da Colômbia e o Equador não correspondem com a realidade do mundo pré-colombiano.
A ilha de La Tolita foi um local místico onde construíram um centro cerimonial, além de converter esta região num núcleo de comunicação e intercâmbio de influências entre Mesoamérica e os Andes. Graças a sua abundante produção de cerâmicas se pode conhecer a forma de vestir de seus moradores, assim como cenas da vida cotidiana: navegadores, pessoas que cozinham, mulheres que batem papo e crianças que são amamentadas, representações eróticas numas placas pequenas, raladores de mandioca ou descamadores para peixe. Tudo isso mostra que era uma economia mista baseada na agricultura e pesca.

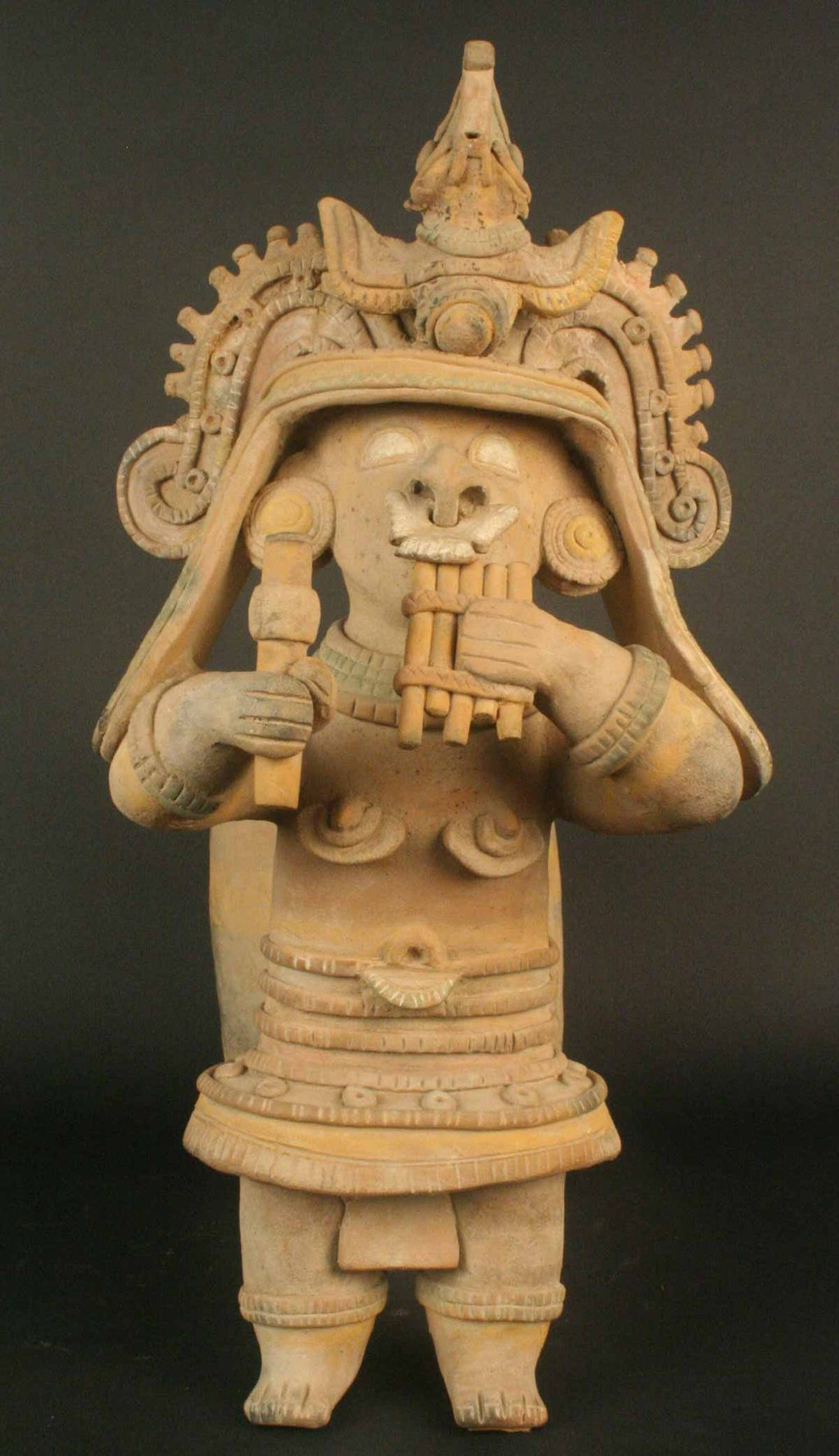
Copo cerimonial e musical da cultura Jama-Coaque. Representa um músico tocando um rondador, tipo de flauta típica do Equador. Este copo funciona do mesmo jeito que uma garrafa-apito. Eles herdaram esta tradição da cultura Chorrera.

Os Jama-Coaque se desenvolveram no litoral central, principalmente nos territórios da atual província de Manabí. A sua fina cerâmica é uma mostra do altíssimo grau de desenvolvimento cultural deste povo de mercadores, navegadores e agricultores. Tinham uma organização social bem estabelecida e pelas peças de argila podem se conhecer as estruturas das casas e dos templos.
A sociedade Jama-Coaque estava governada por líderes religiosos e esteve organizada em um ou mais "senhorios" ou "chefaturas". Estes eram organizações políticas complexas lideradas por um "curaca" que era considerado o líder político e espiritual, além de ser a ponte para se comunicar com os espíritos. Jaguares, jacarés, águias harpías e serpentes eram cultuados por serem considerados os animais mais importantes do universo andino.
A cultura Bahía cobriu uma vasta zona geográfica do centro e sul da província de Manabí e norte da província de Guayas. Tem muitos vínculos com Jama-Coaque e La Tolita, com as quais compartilha o gosto pela elaboração de maquetes, carimbos e estatuetas antropomorfas; porém trabalhou as maiores peças de cerâmica do Equador antigo: algumas podem ter até 80 centímetros de altura: representam sacerdotes e sacerdotisas durante cerimônias, com seus típicos enfeites.
Os grupos dos Andes apresentam uma evolução e umas características culturais próprias e, uma adaptação aos ecossistemas de altura. Na zona central, nas atuais províncias de Cotopaxi e Tungurahua, foi ocupada pelo grupo Panzaleo. Esta cultura teve relação com os grupos do litoral e com os da bacia amazônica. A sua alimentação se baseava na agricultura do milho combinada com a caça. Eles eram capazes de adaptar a produção a uma altura média de 2,5 mil metros.
Da produção cerâmica panzaleo, temos que destacar a introdução de partículas de mica na composição da pasta de argila, técnica que permitiu deixar as vasilhas mais leves. Com esta técnica as paredes podiam ser mais finas e as peças eram cozidas de melhor forma e menos pesadas.

### A ourivesaria pré-colombiana
A origem da metalurgia no Equador começou por volta do ano 1500 a.C. no final do período Formativo, na cultura Chorrera, na qual se conheceu o uso do óxido de ferro como corante de cerâmica, uma vez pulverizado e acrescentado antes do cozimento.

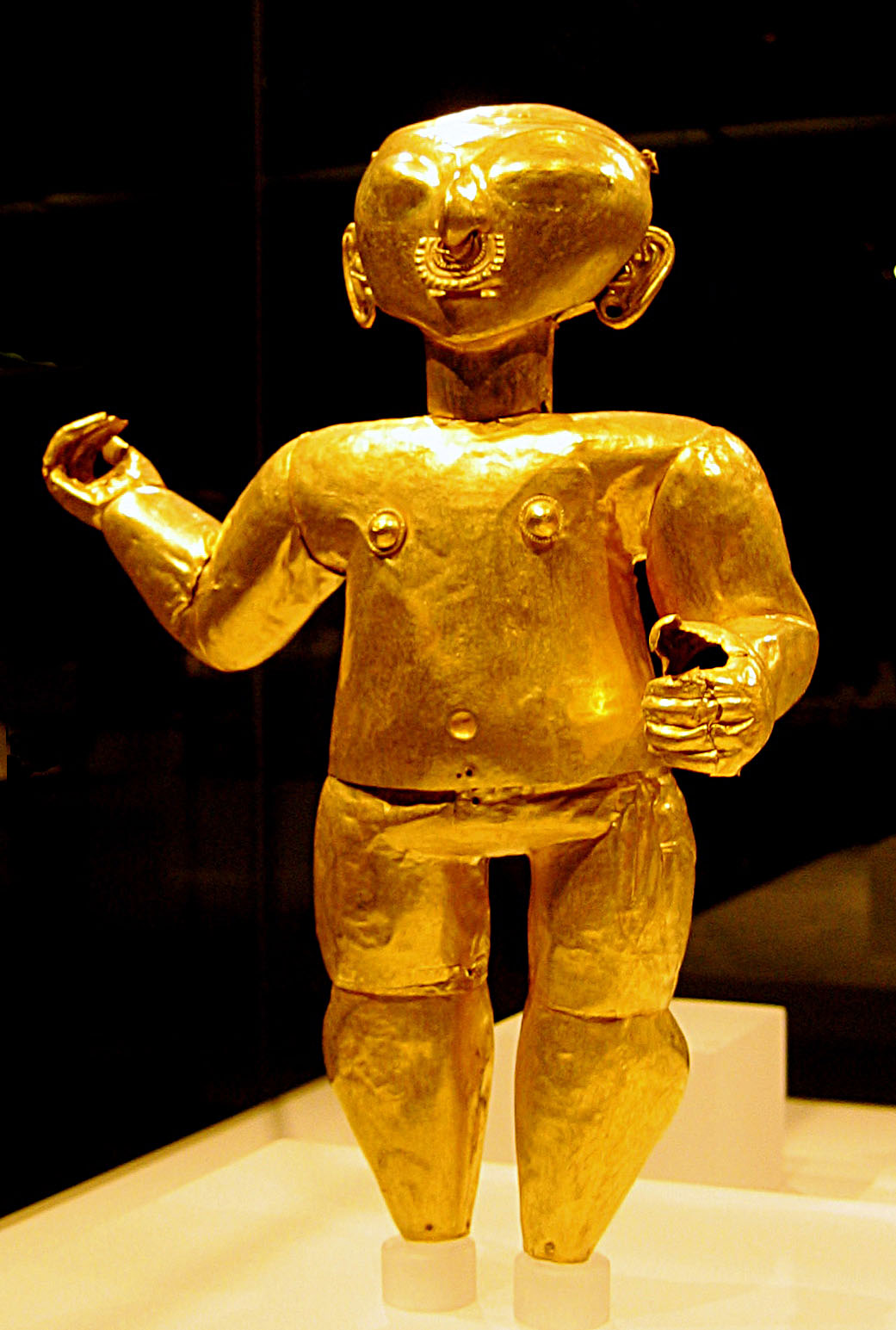
Figura de oferenda feita de ouro pela cultura Tumaco-La Tolita (500 a.C.-500 d.C.)

Os metais descobertos pelos povos ameríndios do Equador foram ouro, prata, cobre e pela primeira vez no mundo, a platina. O primeiro registro da platina na Europa é datado no Século XVI, porém somente com o marinho espanhol que acompanhou à Missão Geodésica Francesa, Antonio de Ulloa vieram a conhecê-lo em 1735, porém só foi publicado na Europa em 1748.
Os fornos de fundição eram normalmente construídos sobre as encostas e eram alimentados por dois longos tubos por onde o ar penetrava, soprado por várias pessoas ou pelo vento.
As ligas mais habituais eram obtidas à base de ouro e cobre, de ouro e prata, de cobre e prata, de cobre e estanho, bem como de cobre, ouro e prata fundidos em proporções variáveis.
O processo de fabricação mais frequentemente utilizado era o da cera perdida, que consistia em modelar na cera o objeto que se desejava produzir. O modelo era seguidamente recoberto por uma espessa camada de argila. Quando a argila estivesse endurecida, expunham-na ao calor do fogo. A cera derretia e escorria através de um orifício feito no revestimento, sendo substituída por metal de fusão. Uma vez arrefecido o metal, bastava partir a argila e retirar o objeto, cujas irregularidades eram então polidas.
Os objetos de metal eram habitualmente incrustados com pedras preciosas ou semipreciosas. Apesar do seu notável desenvolvimento, o artesanato de metais foi fundamentalmente utilizado para fins ornamentais.
A platina foi usada em mistura com ouro: embora nunca conseguissem uma autêntica liga destes metais dado o alto ponto de fusão da platina. O composto (ouro branco) era obtido martelando o ouro com pós de platina (frequentemente em quente), até conseguir uma massa uniforme à qual se podia dar a forma e ornamentação desejada.
Os grupos ameríndios misturavam prata, ouro e cobre em diversas proporções, mas a liga mais bem-sucedida foi chamada tumbaga (de cobre e ouro, que acrescenta a resistência das joias, sem perderem a aparência áurea.

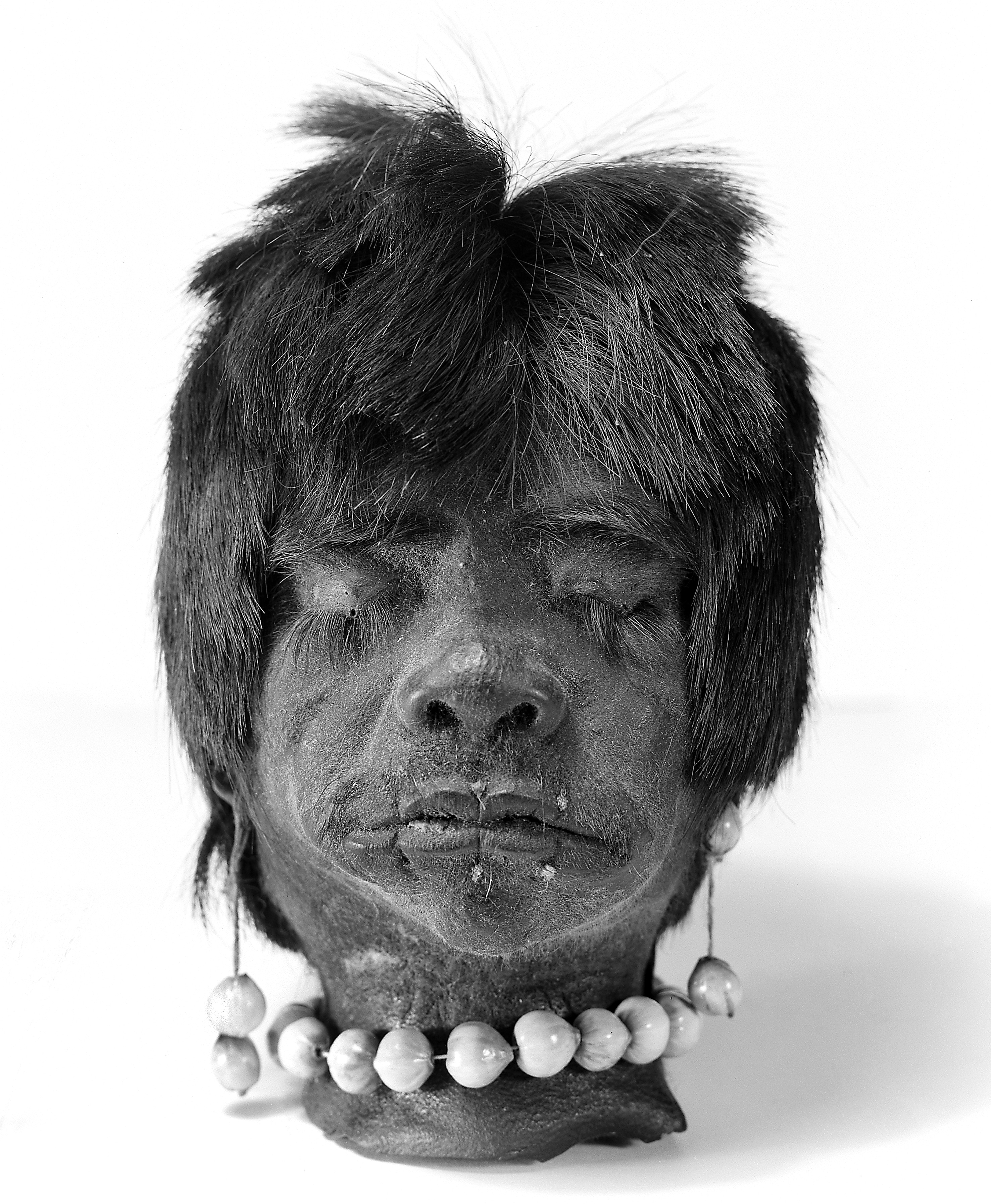
Tzantza ou cabeça reduzida, um costume ritual de vários povos pré-colombianos do antigo Equador.

### Tzantzas
Alguns grupos indígenas da região equatorial da América do Sul praticavam um costume de reduzir cabeças humanas como parte de um ritual que podia ser tanto de guerra quanto de um possível sacrifício em honra dos deuses. Eles acreditavam que o espírito do sacrificado estava na cabeça. Para tanto, eles cortavam a pele da nuca ao pescoço e retiravam o crânio (toda a parte óssea), o cérebro, olhos e todas as partes moles. Colocavam a pele a ferver numa panela com algumas ervas que faziam a cabeça ir reduzindo aos poucos e não deixavam que o cabelo se soltasse. Depois de reduzida, a retiravam da água e costuravam o corte na nuca, a boca e os olhos. Pedras quentes ou areia eram colocadas no interior da cabeça até conseguirem o tamanho ideal e o formato mais aproximado do rosto do inimigo. Ao final, defumavam a cabeça para que ela ficasse escura e tudo isso tinha um importante significado.

### Integração (500 – 1526 d.C.)
Entre 500 e 1526 d.C., os diversos grupos humanos que moravam nos Andes equatoriais conformaram grandes confederações, também conhecidas no Equador como "Senhorios Étnicos". A agricultura, a ourivesaria, a cerâmica e os tecidos, foram algumas das atividades feitas por estes indígenas. Já para 500 d.C., as redes comerciais entre o litoral com os Andes e com culturas peruanas ou amazônicas eram intensas.
Os grupos mais representativos deste período eram Manteños e Milagro-Quevedo no litoral, Pasto e Puruhá nos Andes e os Omaguas na Amazônia.

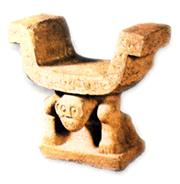
Cadeira de pedra usada pelos chefes ou curacas ou pelos xamãs da civilização Manteña (500 d.C.).

Os Manteños se dividiam em dois grupos: os chamados Manteños e os Huancavilcas. O seu território se espalhou ao norte até Jama-Coaque, e ao sul até a península de Santa Elena e a ilha Puná. Os Huancavilcas se localizavam ao oeste da atual cidade de Guayaquil, território que compartilhavam com outras etnias. Os Manteños controlavam praticamente todo o litoral sul da província de Esmeraldas.
A estabilidade econômica destas culturas se baseava numa grande variedade de produtos agrícolas: mandioca, milho, pimenta, algodão, amendoim, abóbora, cacau, tomate e tabaco. Entre suas técnicas agrícolas destaca o sistema de cultivo em terraços colocados nas ladeiras das montanhas, que forneciam de espaços horizontais de cultivo controlado. Esta tecnologia provinha da região central do Peru, onde foi utilizada aproximadamente desde o ano 500 d.C., e modificou a paisagem natural das montanhas.

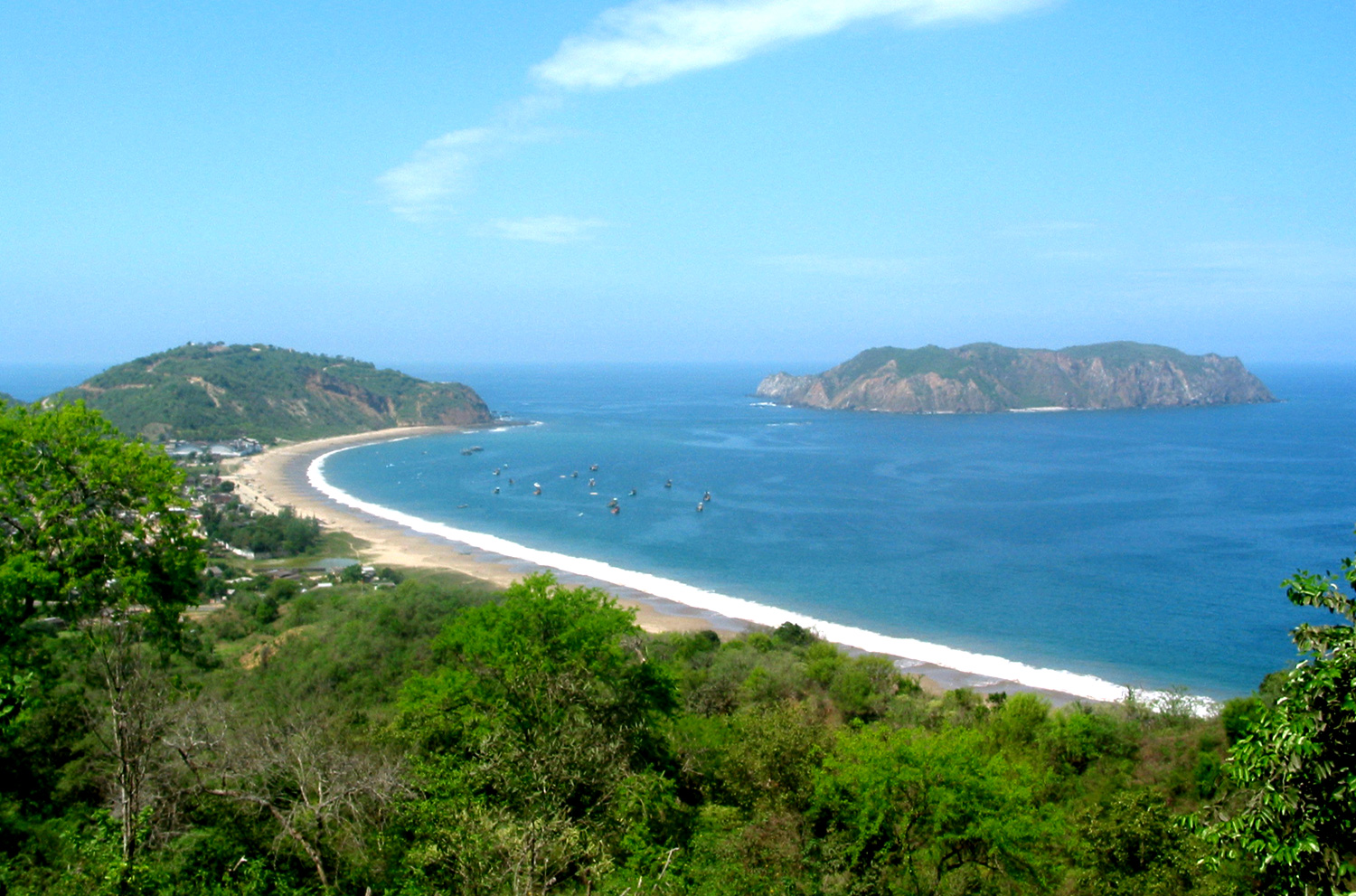
Salango foi um dos principais aldeamentos dos Manteños.

Junto à agricultura os manteños praticavam a pesca e a colheita de moluscos. A base econômica mais importante deste grupo foi a rede de troca de produtos baseada no que se conhece como confederação de mercadores. Seu conhecimento do mar, do litoral, enseadas e das correntes marinhas fez dos manteños importantes navegadores que estabeleceram relações com variados povos da América Central e o México ao norte e o Peru e o Chile no sul. O principal produto de intercâmbio foi a concha Spondylus, além do algodão, sal e cacau. Para este processo usavam machados-moeda, os quais tinham medidas e tamanhos dependendo dos produtos que trocavam. Para conhecer mais sobre este povo, vale a pena ler as crônicas dos primeiros espanhóis que chegaram a terras equatoriais como o marinheiro Bartolomé Ruiz que se encontrou no mar com uma embarcação manteña e o historiador Pedro Cieza de León que fez uma descrição do costume de adorar uma grande esmeralda conhecida como “Uminha”.
Entrando no litoral interior do Equador, entre as atuais províncias de Guayas e Los Ríos se desenvolveu uma cultura chamada pelos arqueólogos como Milagro-Quevedo. Esta região equatorial está conformada por áreas inundáveis que os indígenas aproveitaram para a agricultura. As cerâmicas revelam uma cultura muito rica que teve que se enfrentar aos incas e aos espanhóis. Um personagem importante que é pouco valorizado no país é uma mulher chamada Caiche, que por volta do ano 1593 foi a esposa de um chefe indígena chamado Ambiocón que controlava uma porção do território huancavilca na ilha Puná. Quando ficou viúva, ela casou com um espanhol e se converteu numa das mulheres índias mais influentes da época. Os espanhóis respeitaram a sua hierarquia por quanto ela liderava a várias comunidades indígenas que forneciam aos conquistadores de matérias primas como madeira para as suas construções ou balsas para a navegação.

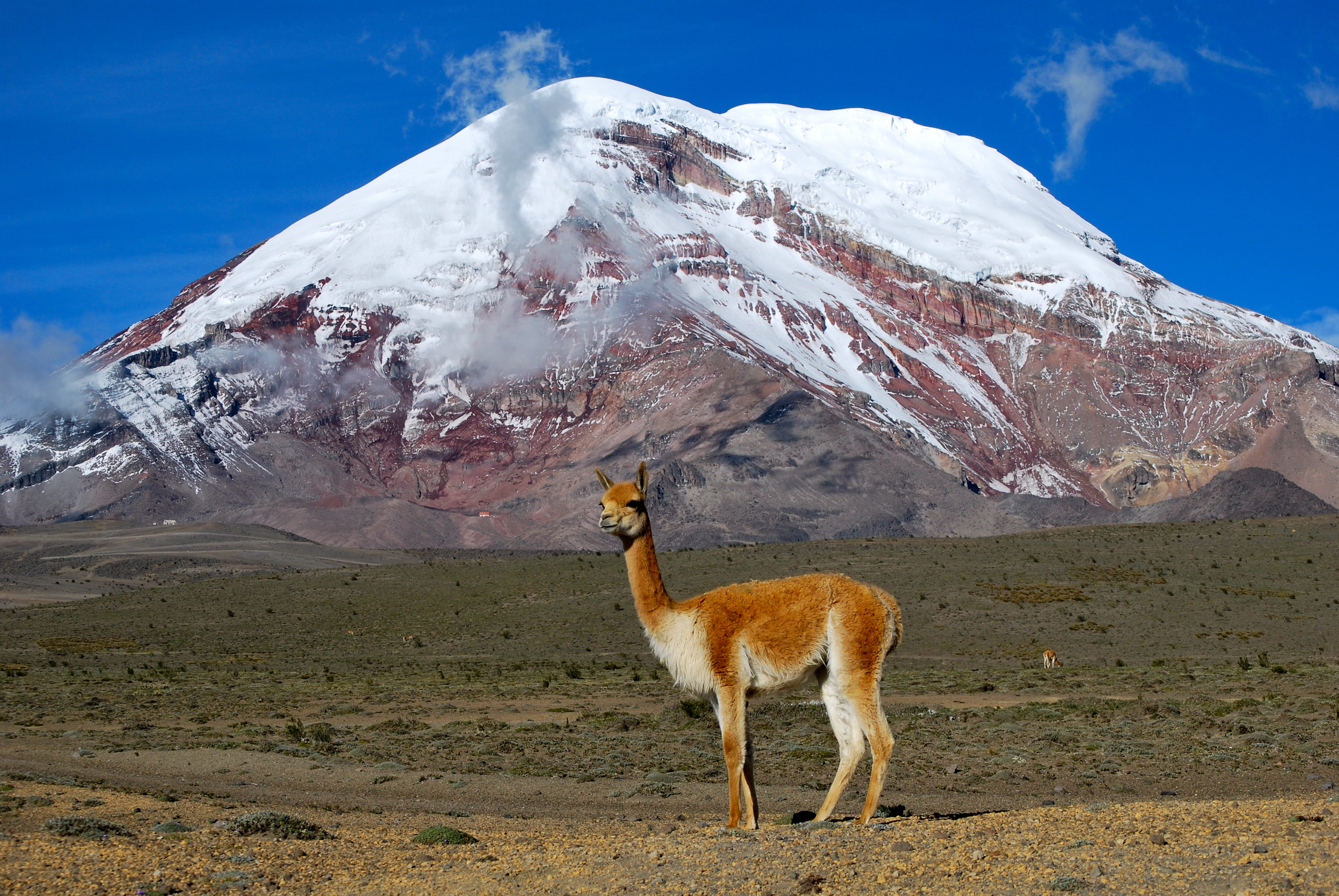
Vulcão Chimborazo (6.310 metros) foi cultuado pelos moradores da civilização Puruhá (300-1300 d.C.)

Na região dos Andes setentrionais, na atual fronteira com a Colômbia. Aqui se encontrou uma civilização chamada de Pasto, a qual esteve conformada por vários aldeamentos como Tuza, Piartal e Capulí, cada um com uma cerâmica especial. A principal característica é a rica iconografia representada nas vasilhas e pratos de argila. Admirar os desenhos é descobrir uma cosmologia muito rica que nos ajuda a compreender melhor a filosofia dos antigos povos andinos.
Mais para o centro dos Andes equatoriais, na atual província de Chimborazo e aos pés do vulcão homônimo se desenvolveu a partir do ano 300 d.C. e até a chegada dos conquistadores espanhóis, uma civilização chamada de Puruhá e que foi identificada tanto pelos cronistas coloniais no século XVI, quanto pelo religioso historiador Juan de Velasco no século XVIII. Estavam organizados em comunidades cujos centros de poder foram identificados pelos arqueólogos como Punín, Yaruquíes e Guano. Mesmo que não tinham uma estrutura social bem definida pelos pesquisadores, se pensa que mantinham relações comerciais com os chimbos, um povo que habitava a província vizinha de Bolívar e onde se encontravam importantes minas de sal na região de Tomavela, localizada nas ladeiras ocidentais do vulcão Chimborazo. Trabalhavam a cerâmica e a ourivesaria, principalmente cobre dourado, prata e ouro. Os arqueólogos têm achado muitos objetos metálicos, a maioria como enfeites funerários ou oferendas. Seus deuses estavam representados nos montes sagrados como Chimborazo (considerado macho), Tunguragua (considerado fêmea), além do sol e a lua.

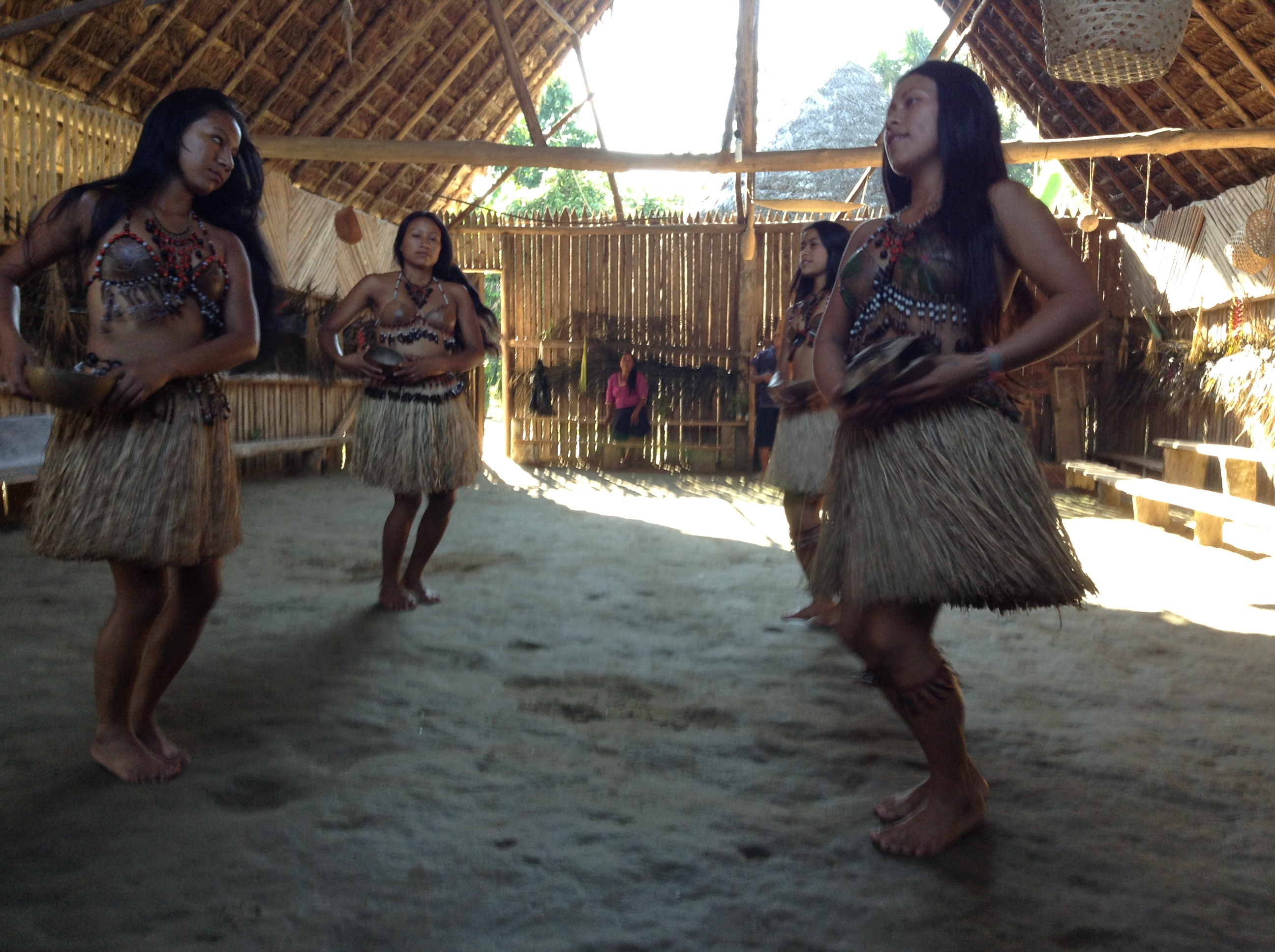
Atuais indígenas quéchuas da Amazônia equatoriana ainda mantêm alguns costumes herdados das antigas civilizações pré-colombianas.

Na grande floresta amazônica nos leva para as terras da civilização dos Omaguas ou Napo que se desenvolve entre 1200 e 1600 anos d.C. ao longo da beira do rio Napo e seus principais afluentes da Alta Amazônia. As provas desta cultura se encontram espalhadas na floresta amazônica do Equador, Peru e Brasil.
Dentro e fora de suas casas, localizadas em altitudes próximas ao rio, construídas com folhas de palmeira e de forma redonda, ocorriam as atividades da sua vida diária. Lá, preparavam os seus alimentos e teciam cestas para coleta de frutos silvestres ou armadilhas de rio com diferentes fibras vegetais. Tem se achado várias ferramentas para a fiação.
Eles produziram vasilhas de cor creme, bastante pesadas e decoradas com figuras humanas e com representações pretas, vermelhas e brancas de animais adorados como a onça-pintada e a anaconda.
Eles usaram grandes jarros para depositar a chicha à base de mandioca e usaram folhas grandes para dividir a comida .
Pesca de tambaqui, pirarucu, piranhas e enguias, bem como a caça de aves, macacos, tatus e jacarés formaram a base de sua dieta.
Durante o ritual, os participantes cantaram e dançaram enquanto o xamã consumia yagé, bebida sagrada e preparada a partir de ayahuasca com a realização de voos espirituais para se transformar em um jaguar ou anaconda, obtendo o poder destes animais para ajudar a sua comunidade.
Os Napo enterravam seus mortos de uma forma particular. Quando uma pessoa morria, deixavam o corpo exposto ao ar livre para que as suas partes moles foram comidas por animais. Em seguida, reuniam os ossos e os pintavam de vermelho e depositavam em urnas ricamente decoradas.

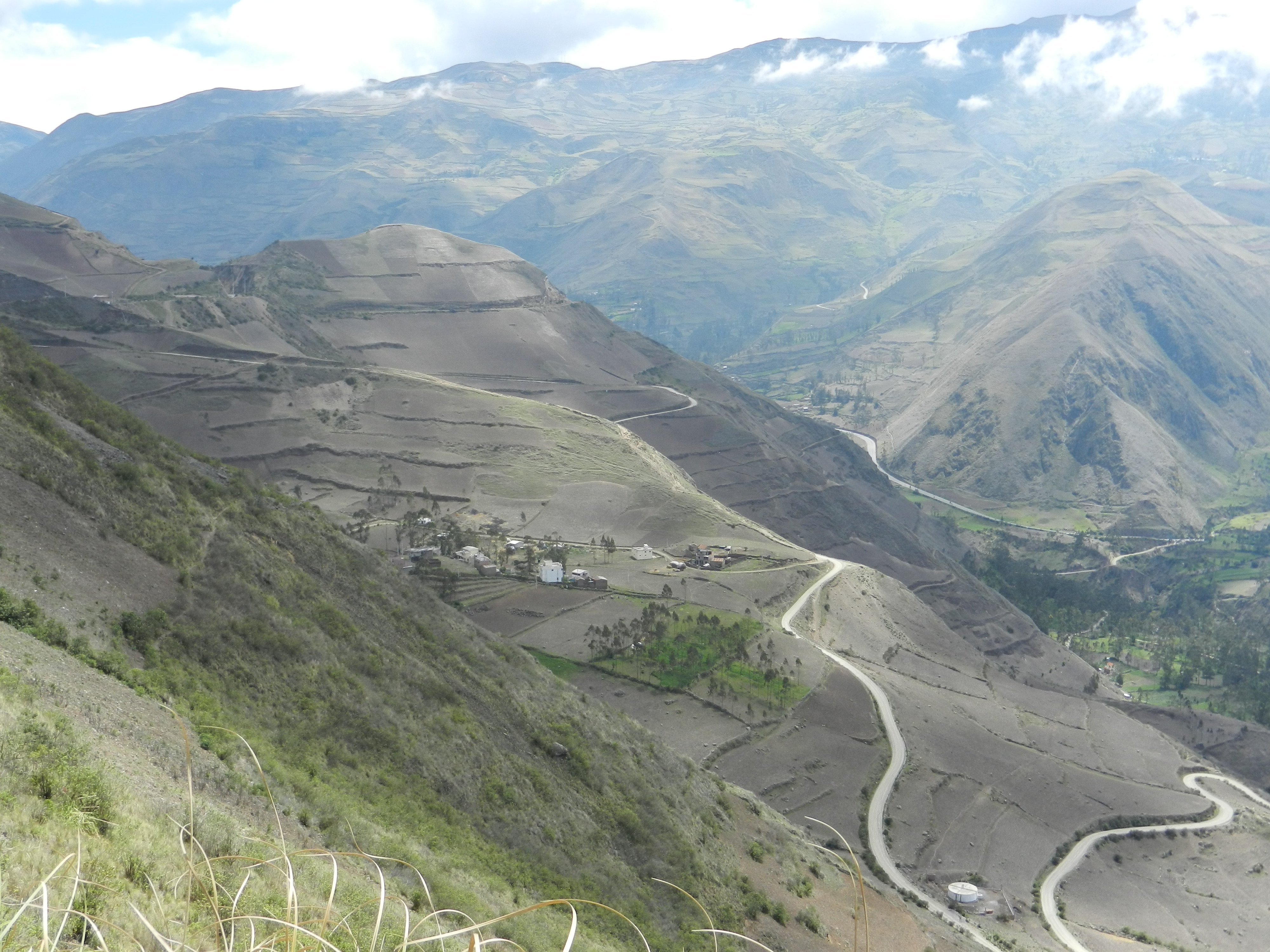
Terraços agrícolas nas ladeiras da cordilheira dos Andes na atual província de Cañar, local onde se desenvolveu a cultura Cañari.

No sul dos Andes, os Cañaris, do mesmo jeito que seus ancestrais, canalizaram o comércio e redistribuição de produtos exóticos ao Peru e também mantinham relações com seus vizinhos da Amazônia e do Litoral. Entre os produtos mais procurados pelos mercadores temos o algodão, as penas coloridas das aves exóticas da floresta tropical, o sal grosso que vinha de minas nas montanhas, peixe conservado em sal e mandioca.
Os povos que ocuparam a serra durante o período de Integração (500 a.C.) foram conhecidos através das inúmeras notícias escritas nas crônicas dos espanhóis. Aclimatizados à altitude que é a principal característica da região, os Cañaris conformaram aldeias de serranos, agricultores e caçadores que tinham desenvolvido as suas lideranças e organização social em função a crenças mágicas e princípios práticos. As crenças que faziam dos morros, das montanhas e dos vulcões seres vivos estavam muito espalhadas pelos Andes. As lagoas, as araras coloridos e as serpentes eram parte de seu panteão de seres mitológicos. No caso dos Cañaris, é importante destacar a exploração que fizeram dos metais e seus trabalhos em ouro, prata e cobre. Estavam organizados em centros administrativos chamados "cacicazgos" como Hatum-Cañar, Molleturo, Cañaribamba, Tanday-Pindilig e Sigsig. A língua falada era a cañari, mesmo que segundo as pesquisas etno-históricas existiram enfrentamentos entre os líderes das comunidades, o que nos faz pensar que não era uma confederação unida, aliás, na hora de lutar contra algum inimigo como os Shuaras da Amazônia ou os incas peruanos eram uma força só.
No local onde se encontra atualmente a cidade de Cuenca, os Cañaris levantaram seu centro de poder político-administrativo chamado "Guapondélig" que significa "planície tão grande quanto o céu".

O sistema de caminhos incas foi uma rede vial que uniu o império desde o sul da Colòmbia até o norte chileno e argentino.

### A conquista inca (1460 – 1534 d.C.)

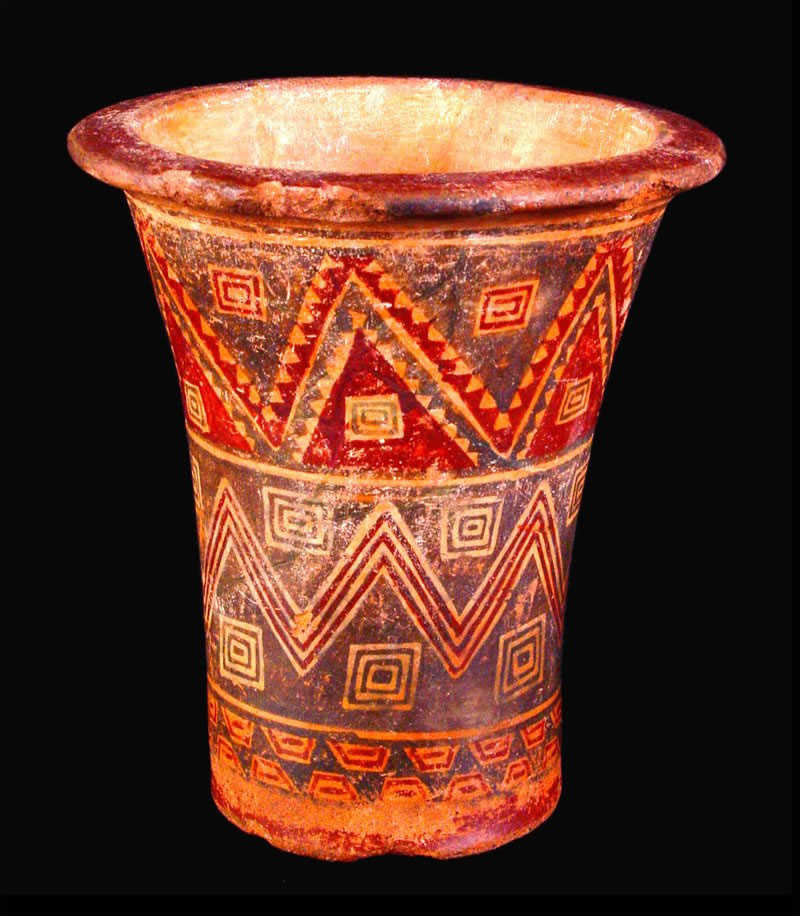
Keru, o copo cerimonial inca feito de madeira no século XVI. Museu Nacional de Quito.

Os incas constituem uma grande civilização que dominou uma ampla faixa de terras pelo território sul-americano. De acordo com um relato de natureza mítica, o povo inca se fixou inicialmente na região de Cuzco e teve como primeiro grande líder Manco Capac e a sua esposa Mama Ocllo. Tudo isso ocorreu no ano 1200 depois de Cristo. Por causa das condições geográficas mais favoráveis, a presença inca se concentrou primeiramente na região central dos Andes.
Por volta do ano 1300, os incas estabeleceram um processo de expansão territorial que buscou os planaltos encravados entre as montanhas andinas e as planícies do litoral Pacífico. Sob a tutela do imperador Pachacuti, começou a expansão territorial do império. Os incas chegaram dominar os territórios do Peru, a Bolívia, o norte do Chile e da Argentina.
No ano 1460, começaram a expansão ao norte andino, chegando ao atual Equador e o sul da Colômbia. A capital administrativa do império era Cuzco, no Peru; porém, o inca Túpac Yupanqui fundou a cidade de Tumipamba, no antigo aldeamento da cultura cañari de Guapondélig. Este inca casou com uma princesa indígena e teve um filho chamado Huayna Cápac, que continuou a conquista do norte até chegar à atual cidade de Pasto, no sul colombiano.
O atual Equador foi a província do Chinchaysuiu, que significa "terra do jaguar". A conquista do que hoje é território equatoriano devia estar motivada, em grande medida, por causa da alta produtividade agrícola dos vales andinos, sobretudo em milho e batatas. Também pode ser o fato de ter tipos de culturas especializadas nos Andes setentrionais como o caso da coca, a planta sagrada que se cultivava de forma especial na região de Pimampiro (atual província de Imbabura). Além disso, como as populações do norte do Equador atual sabiam melhor do que ninguém cultivar essa planta, grupos inteiros de moradores dessa zona foram trasladados aos vales de clima similar de outras regiões para melhorar e ampliar seu cultivo.
Outra razão para a conquista do norte andino pode estar relacionada com o fato de que a costa equatoriana era o principal local da América para a obtenção do "mullu" ou concha Spondylus, objeto de grande valor para os povos andinos, tanto pelo seu significado religioso (culto à fertilidade e oferendas aos deuses) quanto pelo grande valor como matéria prima para fazer jóias e enfeites.
“O Inca” era a mais importante autoridade política entre o povo inca. Venerado como o descendente do deus-sol ou “Intitaita”, o imperador era o principal guardião de todos os bens pertencentes ao Estado, incluindo a propriedade das terras. Os terrenos cultiváveis eram divididos em três parcelas distintas: a terra do Inca, destinada ao “Hatum Apu” e seus familiares; a terra do Intitaita, controlada pelos sacerdotes; e a terra da população.
Em um âmbito geral, a elite da sociedade inca estava composta pela família real e os ocupantes dos altos cargos político-administrativos (sacerdotes, chefes militares, juízes, governadores provinciais e sábios). Logo abaixo, em posição mediana, temos os comerciantes e artesãos que garantiam a circulação de mercadorias que atestaram a presença de uma rica cultura material.
Os camponeses se organizavam através de um extenso grupo familiar que ficava conhecido com o nome de ayllu. Cada ayllu tinha o trabalho agrícola, o serviço militar e suas demais obras organizadas por um líder mais velho chamado curaca. Geralmente, cada uma dessas unidades de produção era dotada de um grande armazém que estocava alimentos e roupas utilizados em qualquer eventualidade.

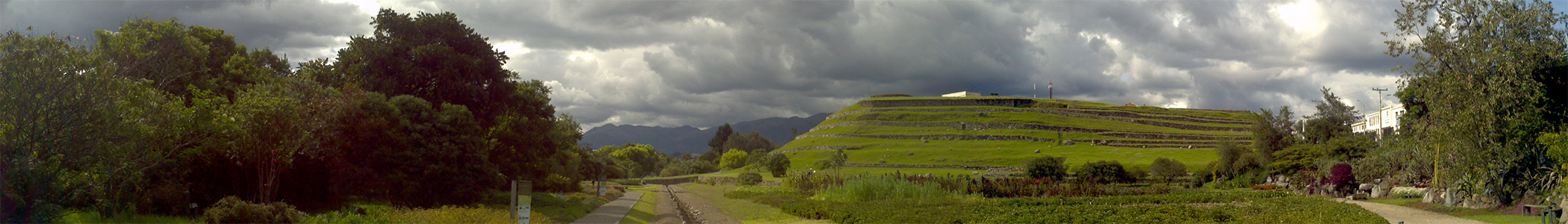
Terraços agrícolas incas em Pumapungo, antigo bairro de Tomebamba.

A religiosidade dos incas era marcada pela adoração de vários elementos da natureza, como o sol (Intitaita), a lua (Quillamama), o raio (Illapa), todos parte da Mãe Terra (Pachamama). No sistema de valores da religião inca, todos os benefícios alcançados deveriam ser retribuídos com algum tipo de sacrifício que expressava a gratidão dos homens. Por esse fato, observamos que os incas organizavam vários rituais onde os sacrifícios, inclusive de humanos, eram comuns.

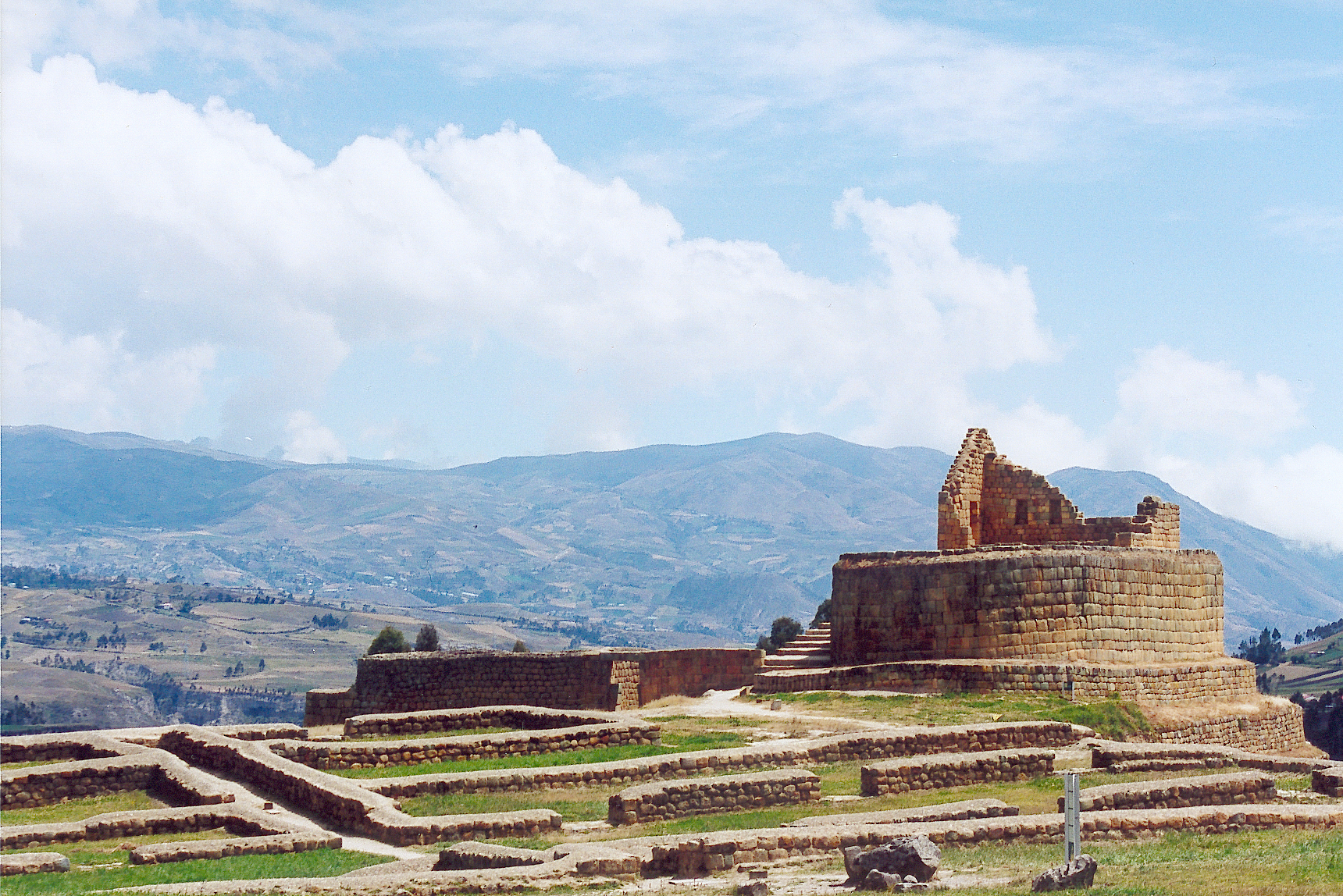
Ruínas do Templo do Sol, em Ingapirca.

Para interligar as cidades de integravam o império Inca, uma série de estradas em pedra foi construída com o objetivo de facilitar a comunicação e o deslocamento entre as pessoas. Vale ressaltar que as cidades incas contavam com vários projetos arquitetônicos complexos que incluíam a construção de palácios, fortalezas, e templos com dimensões surpreendentes.
Os incas falavam uma língua denominada quíchua. Não tinham escrita. Contudo, mantinham registros usando um complicado sistema de nós de cordões coloridos chamados quipos.
No século XVI, momento que marca a chegada dos espanhóis à América, a civilização inca sofria com uma série de conflitos de ordem interna. O inca Huayna Cápac morreu de varíola, uma doença que chegou da Europa de barco à região do Caribe e que logo se espalhou pela América matando a milhares de indígenas. O império foi dividido entre os dois filhos herdeiros em duas regiões: Quito sob o controle do inca Atahualpa e Cuzco sob o controle do inca Huáscar. Os espanhóis começaram a explorar o Peru na década de 1520. Em 1533, soldados espanhóis comandados por Francisco Pizarro tomaram Cuzco e subjugaram o Império Inca.

## Conquista espanhola

### Primeiros contatos com os europeus

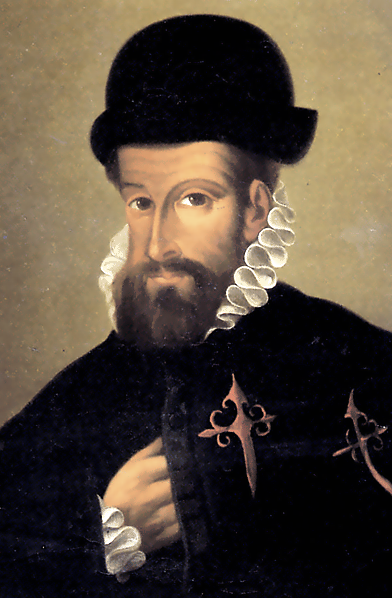
Francisco Pizarro arquitetou a decadência do Império Inca com a Guerra Civil Inca.

Depois da consolidação do poder espanhol sobre o istmo do Panamá no começo do século XVI, várias notícias de um antigo reinado perdido chegaram lá. Em 1524 se organizou uma empresa privada de conquista e colonização que encabeçaram Francisco Pizarro e Diego de Almagro. Pizarro comandou uma primeira expedição pelo litoral sul-americano em 1526, que chegou pela primeira vez às praias do atual Equador. Após resolver dificuldades, os dois chefes voltaram a organizar uma nova expedição, que em 1531 percorreu de novo o litoral até chegar em Túmbez, aonde desembarcaram para começar explorar os territórios continentais do norte peruano.
Naquele momento o império inca estava envolvido numa sangrenta guerra civil na qual se enfrentaram os dois irmãos que eram os herdeiros do poder: Atahualpa e Huáscar. O primeiro deles ganhou e fez prisioneiro ao seu irmão. Os invasores europeus aproveitaram esta situação para conseguir seu objetivo. Aprisionaram o imperador em Cajamarca, no Peru. Foi tal o desconcerto entre os indígenas da região que foi difícil estabelecer uma estratégia coordenada para lutar contra os invasores, os quais demandaram um resgate pelo líder, mas finalmente julgaram-no e assassinaram-no.

### A múmia real ou "malqui" do Atahualpa
Após a morte de um governante inca, o corpo era embalsamado e depois colocado em seu palácio para ser cultuado como um ancestral divino. As múmias dos reis, chamadas de "malquis" eram tratadas como se estivessem vivas, levadas em procissões em Cuzco, vestidas e até alimentadas.
Em 16 de julho de 2004, Jaime Pástor Morris, a arqueóloga Tamara L. Bray e Tamara Estupiñán, equatoriana bolsista do Instituto Francês de Estudios Andinos, chegaram à fazenda chamada Malqui, localizada na paróquia Chugchilán, província de Cotopaxi nos Andes centrais do Equador. Ali tem se conservado um local que pode contar a história do último grande imperador dos incas. Este importante local foi descoberto em duas expedições. Na primeira expedição organizada em 16 de julho de 2004, a turma de pesquisadores chegaram a Malqui, um complexo de ruínas que se encontram na parte baixa do rio Quindigua e, na segunda feita em 26 de junho de 2010, conseguiram acessar a Machay, um monte pequeno em cujo cume se encontram os vestígios mais imponentes ligados ao culto que os incas tinham a seus ancestrais progenitores. Em 2012, os trabalhos de recuperação do complexo arqueológico começaram com o apoio do Ministério Coordenador do Patrimônio Cultural, a Prefeitura de Sigchos e do Instituto Francês de Estudos Andinos. Segundo as pesquisas preliminares, é possível que, depois do assassinato do inca Atahualpa em Cajamarca, seu corpo foi enterrado na catedral dessa cidade e um grupo de indígenas tiraram daí e levaram a múmia em peregrinação a longo da cordilheira em direção norte, enquanto o general Rumiñahui, considerado o líder da resistência indígena no atual Equador, organizava a ofensiva contra o avanço das tropas espanholas. O tipo de arquitetura achada em Malqui Machay revela um local muito importante e sagrado aonde possivelmente chegou a múmia real para ser enterrada aqui.

### Conquista dos Andes e fundação espanhola de Quito
O conquistador Sebastián de Benalcázar, sem consentimento de seus superiores, começou a conquista de Quito desde a cidade de San Miguel, ao norte do Peru. Quando recebeu notícias que o conquistador Pedro de Alvarado, governador da Guatemala estava se aproximando com uma grande frota ao litoral daquelas terras, onde segundo a tradição estavam escondidos os tesouros do Atahualpa, Benalcázar e um exército de quase duas centenas de homens  e cerca de oitenta cavalos empreenderam uma viagem em direção norte.
No norte do Tahuantinsuyo, vários generais do Atahualpa (Rumiñahui, Quisquis, Calichuchima, Píntag e Quimbalembo) organizaram a resistência, mas foram sucessivamente vencidos pelas tropas espanholas apoiadas por povos indígenas descontentos como os Cañaris.
Ao chegar a Tomebamba, os Cañaris, desejando se independizar de Quito e do Rumiñahui, não os combateram, mas se ofereceram como os seus aliados, prestando valiosa ajuda, guiando-os pela desconhecida terra pela que transitavam e salvando-os inúmeras vezes de cair nas ciladas e emboscadas com que o astuto Rumiñahui os esperava. Em Tiocajas se travou uma batalha que ficou indecisa, e na qual combateram os 12 mil soldados do Rumiñahui contra os espanhóis e 11 mil Cañaris. Rumiñahui continuou seu caminho em direção norte para organizar mais outra resistência e destruir Quito, capital do reino com o objetivo de impedir que os tesouros foram roubados pelos invasores.

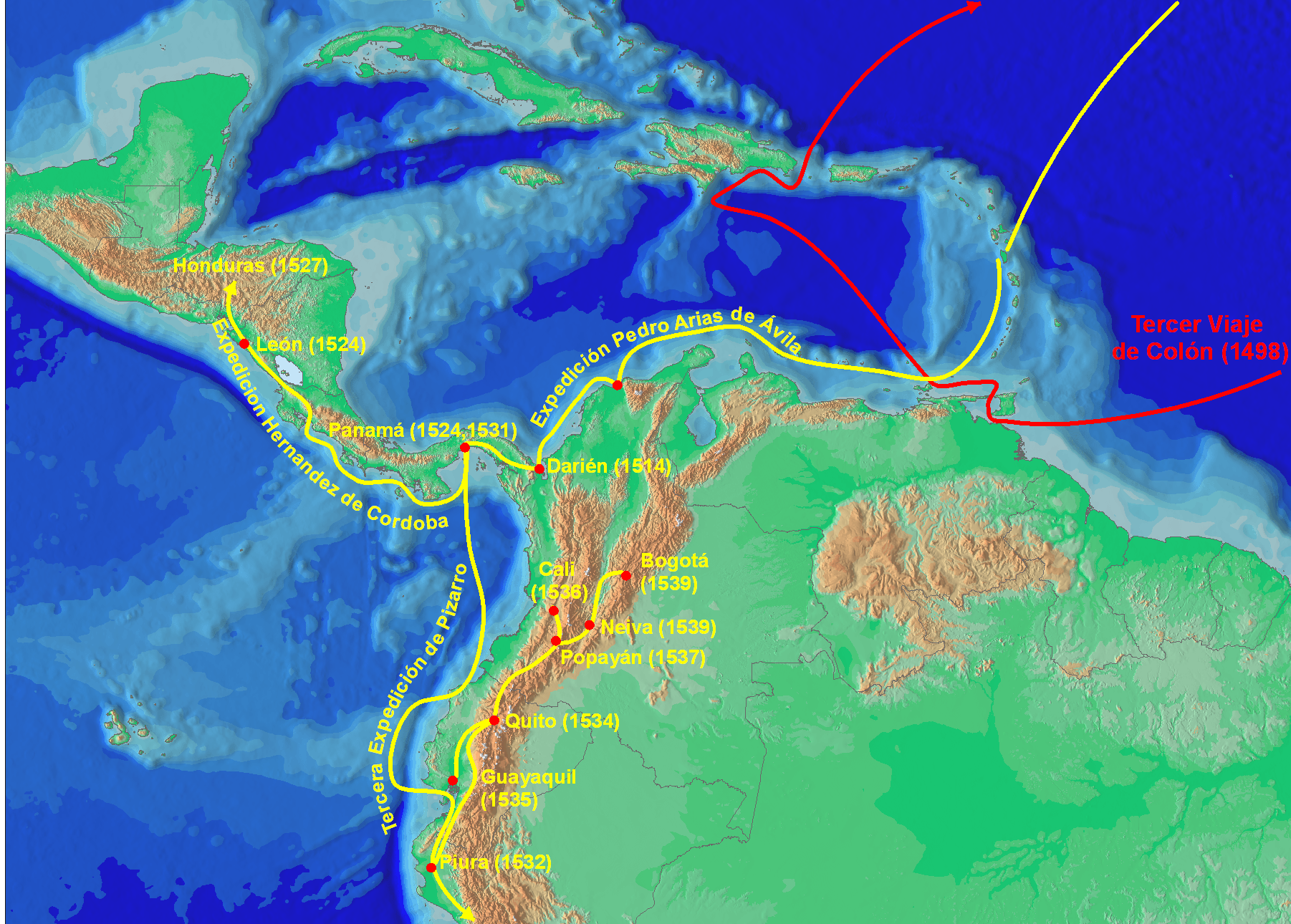
Rota do conquistador Benalcázar.

Semanas depois, Benalcázar chegou a uma cidade em ruínas. Indignado e sem achar os tesouros, travou vários combates sangrentos em El Quinche e Cayambe, onde assassinou barbaramente a centenas de mulheres e crianças que negaram lhe dar a informação sobre o esconderijo dos tesouros.
Quando voltou a Quito se encontrou com Diego de Almagro, enviado pelo Pizarro para opor-se às pretensões do Pedro de Alvarado. Os dois capitães decidiram esperar a Alvarado que tinha desembarcado em Bahía de Caráquez. Enquanto ele chegava, fundaram a cidade de Santiago de Quito na chapada do atual vilarejo de Sicalpa, em 15 de agosto de 1534.
Após duras negociações com o objetivo de evitar uma guerra civil entre os conquistadores, Alvarado aceitou se retirar em troca de uma indenização de 100 mil pesos de ouro. Almagro e Alvarado foram para o Peru com o fim de que o dinheiro fosse entregue em presença do Pizarro. Antes de partir, Almagro nomeou o Benalcázar Tenente Governador de Quito e autorizou, numa ata assinada em 28 de agosto, a fundação de uma cidade definitiva, a qual devia se instalar sobre os ruínas da cidade destruída pelos incas. Benalcázar só conseguiu reafirmar aquele assentamento em 6 de dezembro de 1534, dia em que entrou pela segunda vez em Quito e fundou-na com o nome de San Francisco em honra do Francisco Pizarro.
A resistência indígena continuou mesmo que dispersa e descoordenada. Rumiñahui foi preso, torturado e finalmente assassinado. Os outros espanhóis que acompanhavam Benalcázar Ampudia e Puelles continuaram as crueldades contra os indígenas em procura de ouro e riquezas.

## Era colonial

### Fundação das primeiras cidades (1534 – 1557)
Após o estabelecimento definitivo de San Francisco de Quito em 1534, o conquistador Sebastián de Benalcázar retornou para Peru para se entrevistar com o Francisco Pizarro. Estando em Piura, preparou uma turma de homens, alimentos e aprestos. Em agosto de 1535 zarpou rumo ao Golfo de Guayaquil, desembarcou na ilha Puná e continuou rio acima. Entre outubro e novembro chegou a um casario indígena chamado de Guayaquile. Benalcázar deixou 40 espanhóis para concretizar o assentamento nestes territórios e voltou para Quito.

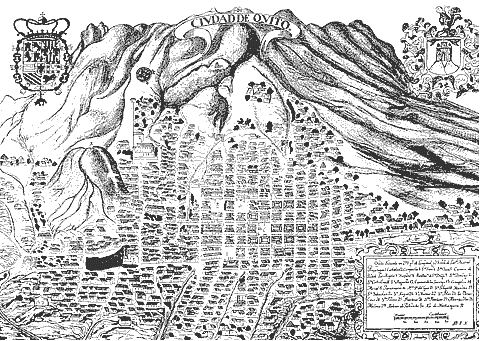
San Francisco de Quito foi fundada em 1534 aos pés do vulcão Pichincha. Logo se converteu num importante centro de arte e cultura colonial.

Os indígenas chonos atacaram a vila e os espanhóis tiveram que abandonar o local. Francisco Pizarro enviou Hernando de Zaera para a relocalização da cidade e nova colonização. Entretanto, Francisco Pacheco, enviado pelo Pizarro fundou em 12 de março de 1535 a vila de San Gregorio de Portoviejo.
Em 1537, Guayaquil foi novamente atacada violentamente pelos chonos e o local ficou despovoado. Entre 1538 a 1547 se produziu o assentamento definitivo da cidade de Santiago de Guayaquil, aos pés do morro La Culata no local atual.
Outras fundações importantes foram Loja pelo capitão Alonso de Mercadillo em 1548 sobre território dos indígenas paltas e Santa Ana dos Rios de Cuenca, fundada pelo Gil Ramírez Dávalos em 1557, sobre a antiga cidade inca de Tomebamba.

### Nova ordem colonial

Nesta planta de Guayaquil de 1741 se observa a sua importância estratégica como porto e estaleiro da Espanha no Pacífico.

Com a fundação espanhola de quito começou uma nova ordem política e administrativa. Benalcázar estabeleceu a cidade no local que hoje é conhecido como Plaza de la Fundación. No entanto devido a seu reduzido tamanho, em 1535 mudou a praça principal a seu local atual onde fica o Palácio de Governo e a Catedral. Junto com a conquista chegou a religião católica e novos atores. As ordens religiosas da Nossa Senhora da Mercê, de São Francisco, de Santo Agostinho, de São Domingos e finalmente da Companhia de Jesus se estabeleceram para a evangelização dos indígenas. A cidade foi planejada desde a praça principal onde se encontravam a casa do governo, a igreja matriz, a prefeitura e a sede do bispado. A primeira igreja fão oi a atual Catedral Primada, construída em 1535. Em 1551, Garci Díaz Arias foi nomeado primeiro bispo de Quito. Em 14 de fevereiro de 1556, foi dado o título de "Muito Nobre e Leal Cidade de San Francisco de Quito", mesmo título dado em 1557 ao porto de Guayaquil e a San Gregorio de Portoviejo.
Com os espanhóis neste território, iniciou-se o intenso processo de mestiçagem cultural.

### Descoberta do Rio das Amazonas (1541 – 1542)
Gonzalo Pizarro é nomeado Governador de Quito e em 1541 organizou uma expedição a terras orientais. Levou inúmeros indígenas que morreram no trajeto. Decidiram seguir a rota explorada antes pelo Gonzalo Díaz de Pineda. Na expedição se uniu o Francisco de Orellana. Diante a falta de privações e alimentos, Orellana é enviado a continuar rio abaixo num bergantim, que acaba chegando no rio Amazonas em 12 de fevereiro de 1542. Pizarro, sem ter notícias, decidiu voltar para Quito só com 80 homens do total que acompanharam a expedição. O Orellana continuou a viagem até o Atlântico e finalmente a Espanha para informar ao rei sobre esta nova descoberta que seria uma das mais importantes da história colonial da América.

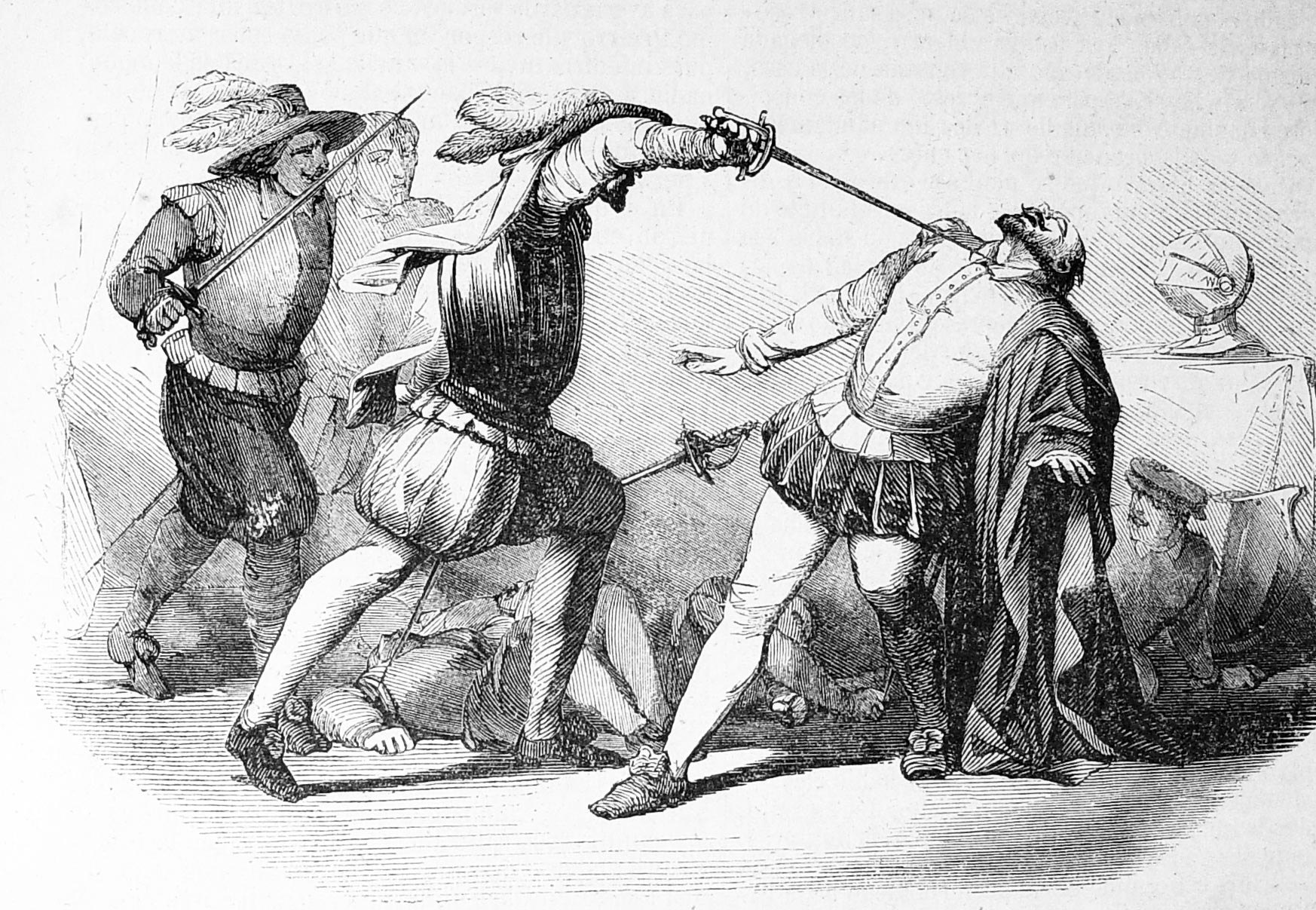
Assassinato de Francisco Pizarro segundo uma gravura do século XIX.

### Lutas de poder entre os conquistadores (1535 – 1548)
O século XVI é considerado pelos historiadores como o mais violento da história equatoriana. Começou com as lutas entre incas e indígenas locais, depois a guerra civil entre Atahualpa e Huáscar, e finalizou com as lutas de poder entre os espanhóis.
Os dois personagens mais importantes da conquista espanhola foram sem dúvida Francisco Pizarro e Diego de Almagro. O Rei tinha criado duas governações nos territórios descobertos e conquistador por ambos espanhóis: Nova Castilha (Peru), entregue a Pizarro e Nova Toledo (Chile) sob o comando do Capitão Almagro. O limite entre Nova Castilha e Nova Toledo era a cidade de Cusco, porém as cédulas reais não especificavam a qual dos territórios pertencia a antiga capital do Tahuantinsuyu. Dom Diego de Almagro, sem solucionar o problema, partiu para a conquista do Chile em 1535, mas aquela empresa foi mais complicada do que ele imaginou e aquelas terras não tinham tantas riquezas quanto as que o Peru tinha. Almagro voltou para Cusco e tomou posse do maior centro urbano da América do Sul naquela época. Manco Inca liderou a resistência e um novo alçamento que deixou em perigo a sobrevivência do regime castelhano na América do Sul. Almagro se apoderou  pela força do Cusco em abril de 1537, tomando prisioneiros a Hernando e Gonzalo Pizarro, os dois irmãos do governador do Peru. Acreditando que o conflito acabou, Almagro os liberou , mas eles em vez de aceitar uma possível solução aos problemas internos entre eles, organizaram um exército que derrotou Almagro na Batalha das Salinas, perto de Cusco em 26 de abril de 1538. Em 8 de julho o Almagro foi finalmente executado.

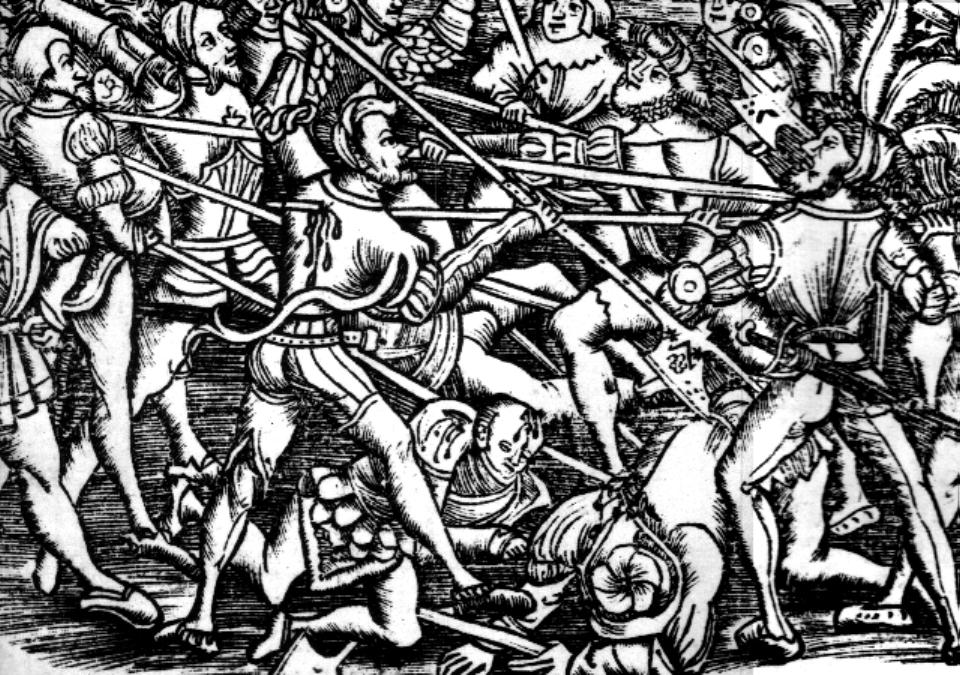
Batalha de Iñaquito. Gravura da “Historia General de las Indias” (1554) de Francisco López de Gómara.

No entanto, a facção dos "almagristas" não desapareceu com a derrota das Salinas. O Diego de Almagro "o moço", filho do anterior nascido no Panama em 1520, comandou a resistência contra o poder dos Pizarro e uma turma de "almagristas" em 26 de julho de 1541 entrou em Lima e assassinou a Francisco Pizarro na sua própria residência e proclamou ao jovem como general do Peru.
A coroa espanhola enviou a Cristóbal Vaca de Castro como comissionado régio, com o propósito de acalmar a região. Também vinha com o objetivo de impor ordem naquela região, pois a Metrópole considerava que os governadores estavam governando esses territórios com autonomia demais. Ele tinha sido nomeado novo governador de Nova Castilha e Nova Toledo. Quando se encontrava em Popayán, recebeu a notícia da morte do Pizarro, então avançou a Quito aonde foi conhecido como novo governador em 26 de dezembro de 1541. Almagro "o moço", não quis se submeter às ordens do Vaca de Castro e ambos os dois prepararam uma batalha que acabou se realizando em Chupas, perto da cidade de Huamanga, em 16 de setembro de 1542. Almagro foi derrotado, do mesmo jeito que o seu pai, na antiga capital dos incas.

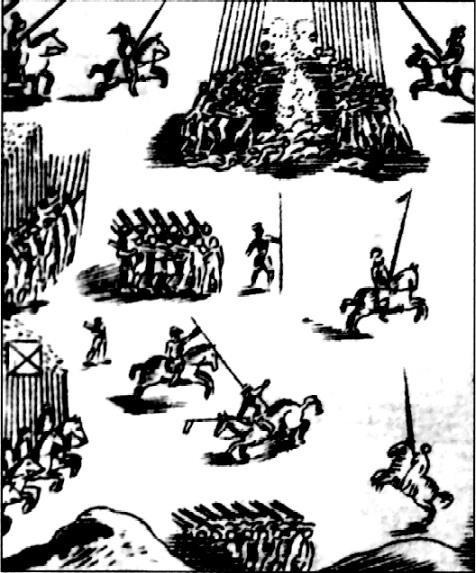
Batalha de Jaquijahuana. Gravura das “Décadas” de Antonio de Herrera. Ano ca. 1615.

Longe de acabar os confrontos, com a promulgação das Leis Novas do Rei Carlos V em 1542 e completadas no ano seguinte, o ambiente de guerra continuou entre os conquistadores. Os mais conhecidos representantes dessas leis foram os sacerdotes dominicanos Francisco de Vitoria e Bartolomé de las Casas. Dentro daquelas reformas estava a proteção dos índios e a proibição para os religiosos e os espanhóis de ter encomiendas (um sistema de escravidão e exploração contra os índios).
O encarregado da execução das Leis Novas nesta parte do continente foi Blasco Núñez de Vela, primeiro Vice-Rei do Peru, quem assumiu o governo depois do Vaca de Castro em 17 de maio de 1544. Antes da sua chegada a Lima, já tinha despertado forte oposição entre os colonos. A mão dura que ele pôs fez que os oidores da recentemente criada Audiência de Lima o depuseram e embarcaram-no rumo ao norte de volta para a Espanha.
O vice-rei conseguiu a restituição do cargo e a permissão para desembarcar em Túmbez. Desde lá foi para Quito aonde chegou em janeiro de 1545, para formar um exército e se opor aos rebeldes. Graças ao apoio de Quito e de outras cidades, foi para o Peru à frente de um exército, mas o Gonzalo Pizarro era bem mais forte e as tropas do Núñez de Vela não estavam dispostas a combater contra esse inimigo poderoso. O vice-rei teve que voltar para o norte para receber os reforços que o Sebastián de Benalcázar que trouxe de Popayán. Pizarro buscava o confronto e perseguiu o vice-rei quem fugiu para o norte. A meados de junho, Núñez de Vela se encontrava de novo em Quito e tentou resistir a Pizarro mas não pôde porque não tinha soldados dispostos a continuar os enfrentamentos. Então continuou para Popayán perseguido por Pizarro, quem depois de colocar fora o vice-rei de Nova Castilha, voltou para Quito. Em Popayán Núñez de Vela recebeu novos reforços comandados por Benalcázar e decidiu tomar conta da capital pensando que seria uma tarefa muito simples, no entanto, Pizarro armou uma emboscada e esperou o inimigo com um importante exército localizado ao norte da cidade. Os dois exércitos se enfrentaram em 18 de janeiro de 1546, travando um combate conhecido como Batalha de Quito ou Batalha de Iñaquito porque foi travada no local que atualmente está conformado pelos parque La Alameda e El Ejido. Núñez de Vela morreu tragicamente decapitado, embora Benalcázar tinha sido perdoado.
A resposta da Coroa a semelhantes acontecimentos sangrentos foi tentar uma negociação com os colonos recém chegados que tinham a ambição de obter privilégios e estavam enfrentados com os encomenderos. As autoridades decidiram não aplicar as polêmicas leis, dando certo controle dos assuntos americanos aos colonos, em troca de consolidar a unidade.
Para enfrentar a Pizarro o religioso Pedro de la Gasca foi designado para se enfrentar a Pizarro. O clérigo obteve o apoio dos colonos e conseguiu levantar uma importante força militar. O governador Pedro Puelles, colocado em Quito por Pizarro foi assassinado e os dois exércitos acabaram se enfrentando em Jaquijaguana, perto de Cusco a inícios de 1548. Pizarro foi derrotado e executado com seus tenentes. Finalmente a Coroa consolidou o seu poder mesmo com certas concessões ao poder local.

### Criação da Real Audiência de Quito e administração colonial (1563)

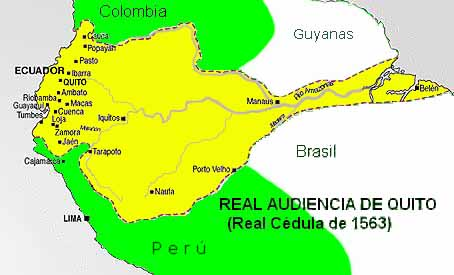
Mapa da Real Audiência de Quito.

Em 1541, o rei da Espanha Carlos I ordenou a criação do Vice-reino do Peru. A capital era a "Ciudad de los Reyes" (Cidade dos Reis), atual Lima. O vice-reinado constituiu a máxima expressão territorial e político-administrativa que houve na América espanhola e esteve destinado a garantir o domínio e a autoridade da monarquia peninsular sobre as terras recentemente descobertas.
Dentro dessa organização estavam as reais audiências. Estas eram regiões geográficas delimitadas que serviam de unidade administrativa e política e de assento de governo misto. O judiciário se encomendava aos "oidores" e o político ao presidente da audiência que representava o vice-rei e em último termo o rei.
Reunidas as audiências formavam as capitanias gerais e vice-reinados. As audiências como os cabildos permaneceram inalteráveis em sua condição legal. Nada podia se mudar e serviram de base para a libertação e organizar os novos estados e as administrações sociais.
Devido ao crescimento demográfico, os requerimentos administrativos, as demandas da sociedade colonial e o número de assentos e paróquias, se criou a Real Audiência de Quito. Em 1560 se fez o pedido ao monarca sua criação e três anos depois, em 29 de agosto de 1563, Felipe II assinou a Cédula Real.
Os limites incluíam até Pasto, Popayán e Cali na atual Colômbia e Piura e Chiclayo no atual Peru. A leste estava a região amazônica incluindo uma boa parte do Rio Amazonas. A Real Audiência se dividiu nas governações de Popayán, Quito, Cuenca, Zamora, Loja, Jaén, San Miguel de Piura, Santiago de Guayaquil e Portoviejo. Quito foi a capital administrativa.

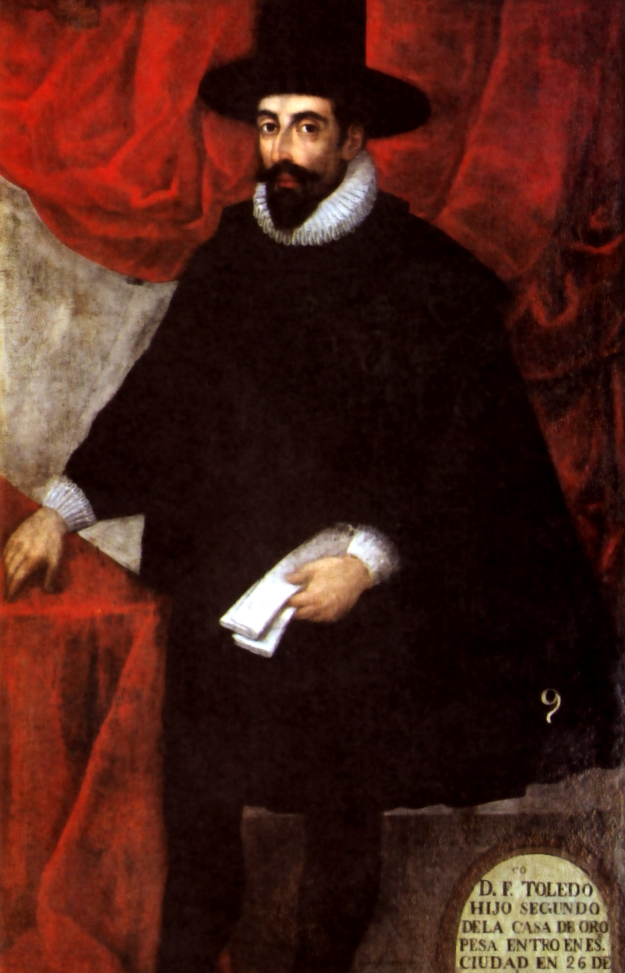
Francisco de Toledo, vice-rei do Peru (1569-1581)

Seu primeiro Presidente foi o Licenciado Hernando de Santillán, que tomou posse em 1564.

### A revolta das Alcabalas
Além das cidades de fundação espanhola, houve vários aldeamentos indígenas conservados. A nova legislação colonial estabeleceu uma divisão entre a República dos brancos e a República dos índios. Uma das primeiras formas de governo colonial espanhol foi conhecida como mandato indireto, que consistia em manter as autoridades indígenas com o objetivo da cobrança de impostos.
Durante o governo do vice-rei Francisco Toledo no Peru (1569-1581) se realizaram várias reformas fundamentais administrativas e fiscais que consolidaram o poder colonial em todo o vice-reinado e na Audiência de Quito.
No fim do século XVI em Quito houve um conflito entre o presidente da Audiência Manuel Barros de San Millán, de inclinações em favor dos índios, e o Cabildo, instituição que defendia os interesses dos brancos. Entre 1592 e 1593 se travou a Revolta das Alcabalas contra a plicação de um imposto que atingia o comércio local. Afinal triunfou mais uma vez a Coroa, mas se manteve um certo equilíbrio de forças entre ela e os poderes locais.

### "Mitas" e "obrajes"
Buscando atingir os interesses mercantilistas hispânicos na América, os colonizadores desse país buscaram empreender meios para extrair a abundante disponibilidade de metais preciosos do continente americano. Contudo, sem possuir fácil acesso à mão de obra escrava dos africanos, os espanhóis tiveram que empregar formas de trabalho que pudessem transpor a riqueza colonial à metrópole espanhola.
Uma das práticas adotadas pelos incas para organizar o trabalho coletivo era a mita, que significa turno. Ou melhor, um sistema de escalas de mão de obra, dividido detalhadamente entre províncias, vilas e aldeias, a fim de garantir o maior equilíbrio possível na convocação de pessoas para trabalhar. Este sistema foi utilizado pelos colonizadores como uma forma de organizar melhor o trabalho dos indígenas que eram chamados de mitayos.

## Independência
Em 1822 forças locais se organizaram e derrotaram o exército monarquista se unindo à Grã Colômbia, república fundada por Simón Bolívar, da qual só veio a separar-se no dia 13 de maio de 1830.
O século XIX foi marcado por instabilidades, com rápidos movimentos políticos e institucionais. O conservador Gabriel García Moreno unificou o país nos anos de 1860 com o apoio da Igreja católica.
Com o aumento da demanda mundial de cacau, desde o início de 1800, produziu-se uma migração dos altiplanos em direção à fronteira agrícola da costa do Pacífico.
Em 1895, sob a liderança de Eloy Alfaro, se deflagrou uma revolução liberal nas planícies, que reduziu o poder do clero e possibilitou o desenvolvimento do capitalismo.
Entretanto, o declínio do ciclo econômico do cacau produziu nova instabilidade política que culminou com o golpe militar de 1925.
Os trinta anos seguintes foram marcados por políticos populistas como o presidente José María Velasco Ibarra que, em janeiro de 1942, assinou o "Protocolo do Rio", acordo pelo qual se encerrava a rápida guerra com o Peru, iniciada um ano, no qual o Equador aceitou uma fronteira provisória que consolidou a perda de grande parte do território que antes reivindicava na Bacia Amazônica.

## Período após Segunda Grande Guerra
Depois da Segunda Guerra Mundial, a recuperação do mercado agrícola e o crescimento da indústria da banana ajudaram a restabelecer a prosperidade e paz política.
De 1948 a 1960, três presidentes, iniciando por Galo Praça Laço, foram eleitos livremente e completaram seus mandatos.
Num ambiente em que quase toda a América do Sul foi palco de golpes militares, o retorno de políticas populistas provocou inquietações que foram motivo de intervenções militares domésticas nos anos sessenta, época em que a descoberta de petróleo atraíram companhias estrangeiras e foi fundada a "Amazônia Equatoriana".
Em 1972, um golpe militar derrubou o regime de José María Velasco Ibarra passando a utilizar a riqueza do petróleo e empréstimos estrangeiros para custear um programa de industrialização, reforma agrária, e subsídios para consumidores urbanos.
Com o desvanecimento de ciclo econômico do petróleo, o Equador voltou a democracia em 1979, sob o primeiro presidente da Constituição equatoriana de 1979, Jaime Roldós Aguilera, candidato de uma grande frente partidária, a "Concentração de Forças Populares" ou "CFP" que obteve expressiva vitória sobre Sixto Durán Ballén do Partido Cristão Social "(PSC)".
Depois de uma discordância de liderança com Asaad Bucaram, o líder de então do CFP, Roldós, deixou a coligação para fundar com sua esposa um partido próprio denominado "Mudança e Democracia" levando condigo grande número de partidários. Com isto, o PCD, se tornou o terceiro partido em importância política .
Em 1981 ocorreu novo episódio de conflito de fronteira com o Peru, na região de Paquisha, com algumas recorrências posteriores.
Ao final de 1981 o vice-presidente Osvaldo Hurtado Larrea do partido Democracia Popular "DP" sucedeu o presidente Roldós depois que este morreu num acidente aéreo na selva amazônica.
Devido à pressão econômica da guerra sobre o mercado (particularmente do petróleo), o governo de Osvaldo Hurtado enfrentou uma crise econômica crônica em 1982, com crescente inflação, déficits de orçamento com efeitos desvalorizadores da moeda, acúmulo do serviço da dívida e parque industrial não competitivo.
Em 1984 as eleições presidenciais foram vencidas por León Febres Cordero Rivadeneira do PSC por estreita margem de votos. Durante os primeiros anos da sua administração dele, Febres Cordero orientou sua política econômica para o livre-mercado, fortaleceu o combate à produção de drogas e terrorismo, no que foi auxiliado pelos Estados Unidos da América.
Seu mandato foi prejudicado por disputas políticas dentro do governo e pelo seu breve sequestro por elementos do exército. Em março de 1987 um terremoto devastador suspendeu a exportação de petróleo piorando assim os problemas econômicos do país.
Em 1988 Rodrigo Borja Cevallos do partido da Esquerda Democrática "ID" elegeu-se presidente, concorrendo contra Abdalá Bucaram do "POR". Sua proposta era de melhorar a proteção de direitos humanos e levou a cabo algumas reformas, notavelmente uma abertura de Equador para comércio estrangeiro. O governo de Borja concluiu também um acordo com o pequeno grupo terrorista " Alfaro Vive, Carajo " porém a continuidade de problemas econômicos no país acabou arruinando sua popularidade, permitindo que a oposição obtivesse maioria no Congresso de 1990.
Em 1992, Sixto Durán Ballén ganhou sua terceira concorrência para a presidência da república. As medidas de ajuste de macroeconômicas duras que ele impôs eram impopulares, mas obtiveram sucesso mediante iniciativas de modernização do Congresso. O vice-presidente de Durán Ballén, Alberto Dahík, foi o arquiteto das políticas econômicas de administração, mas em 1995, Dahík fugiu o país para evitar processo por corrupção impulsionado pela ferrenha oposição. Uma guerra com o Peru (chamada Guerra de Cenepa, na área do rio com este nome) estourou em janeiro e fevereiro de 1995 em função de atrito sobre as fronteiras estabelecidas em 1942 e foi solucionada Protocolo de Rio.

## Período recente

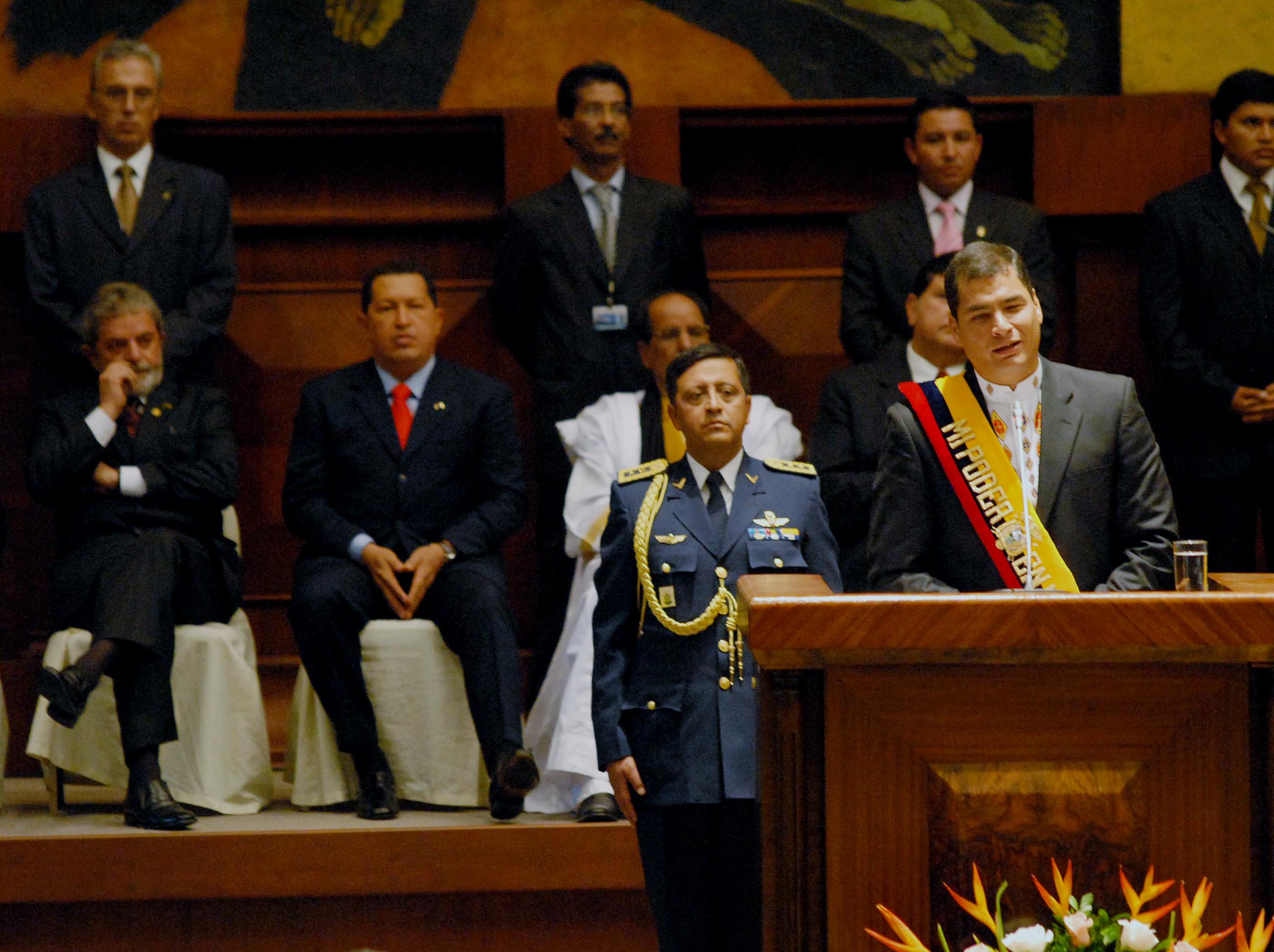
Posse do Presidente Rafael Correa, 2007.

Abdalá Bucaram, do POR, foi eleito presidente em 1996 com uma plataforma populista prometendo reformas econômicas e sociais e o rompimento do que chamou  de poder da oligarquia nacional. Durante seu curto mandato a administração de Bucaram criticou a corrupção sendo deposto em 1997 pelo Congresso sob alegação de incompetência mental, sendo nomeado em seu lugar o presidente interino Fabián Alarcón então Presidente de Congresso e líder do pequeno partido Frente de Alfarista Radical "FRA".
Em maio de 1997 a presidência interina de Alarcón foi endossada por um referendo popular. Durante a presidência de Alarcón, foi escrita a nova Constituição do país (1979) que só entrou em vigor no dia 5 de junho de 1998, depois das eleições presidenciais e de membros do Congresso de 31 de maio de 1988.
Como nenhum candidato a presidência obteve maioria, no dia 12 de julho de 1998 seguiu-se uma eleição de segundo turno entre os dois candidatos mais votados, o prefeito de Quito Jamil Mahuad do "DP" e Álvaro Noboa Pontón do Partido Cristão Social. Mahuad foi eleito por uma estreita margem de votos assumindo o cargo no dia 10 de agosto de 1998, mesmo dia em que a nova Constituição do Equador entrou em vigor.
Mahuad concluiu um acordo de paz com o Peru em 26 de outubro de 1998, mas com as crescentes dificuldades econômicas, fiscais e financeiras do país, sua popularidade foi diminuindo até quando, inesperadamente substituiu a moeda corrente indígena o sucre (homenagem póstuma de um herói venezuelano na guerra revolucionária contra a Espanha), obsoleto, pelo dólar norte-americano (política monetária chamada de dolarização)
Esta reforma monetária causou grave desassossego nas classes de baixo poder aquisitivo que tentava converter seus sucres em dólar com muita perda no câmbio enquanto as classes mais abastadas, que já possuíam grandes volumes desta moeda e já faziam negócios com ela, capitalizaram grandes lucros.
Nas manifestações populares de grupos indígenas de 21 de janeiro de 2000, em Quito, o exército e a polícia se recusaram reprimir os manifestantes e em seguida a Assembleia Nacional Constituinte, num golpe de estado semelhante aos muitos já ocorridos no Equador, instituiu uma junta de tripartite para intervir na administração do país.
Oficiais militares graduados declararam seu apoio à intervenção e, durante uma noite de confusão, depois de fracassarem as conversações, o presidente Mahuad foi forçado a fugir o palácio presidencial para sua própria segurança, encarregando por decreto, o seu Vice-presidente Gustavo Noboa como responsável pela administração.
Na manhã seguinte, Mahuad endossou Noboa como seu sucessor por uma rede nacional de televisão e o triunvirato militar, que efetivamente já dirigia o país, também o endossou.
Assim, na reunião de emergência do mesmo dia 22 de janeiro, em Guayaquil, o Congresso do Equador ratificou Noboa como Presidente da República.
A política de dolarização ainda permaneceu sob a liderança de Noboa. Embora a dolarização tenha mitigado seus efeitos e iniciado ligeira melhoria sobre a economia, o governo de Noboa foi acusado pela mantença da dolarização e descuido com problemas sociais e outros assuntos importantes da política Equatoriana.
Em 15 de janeiro de 2003, o Coronel aposentado Lúcio Gutiérrez, membro da junta militar que subverteu presidente Jamil Mahuad em 2000, assumiu a presidência do Equador com uma plataforma de combate à corrupção. O partido de Gutierrez, tendo poucos assentos no Congresso, o força a negociar com outros partidos para mudar a legislação, já tendo ensaiado algumas reformas econômicas.
Lucio Gutiérrez, deixou o poder em 2005 diante da falta de apoio das Forças Armadas e no meio de fortes protestos, o que conduziu a que seu vice-presidente, Alfredo Palacio, assumisse a presidência até os dias de hoje. As eleições no país estão previstas para Outubro desse ano e pode ser um novo passo para uma possível maior integridade política do país.